# Az MTK Budapest FC 2020–2021-es szezonja
Ez a szócikk az MTK Budapest FC 2020–2021-es szezonjáról szól, mely sorozatban az 1., összességében pedig a 109. idénye a csapatnak a magyar első osztályban, a klub fennállásának 132. évfordulója. A csapat a koronavírus-járvány miatt félbeszakított másodosztály tabellájának 1. helyén állt, így feljutott az első osztályba. A szezon 2020. augusztus 14-én kezdődik, és 2021. május 9-én ér véget.

## Felkészülési mérkőzések
| 2020. július 15. 10:00 |

| MTK Budapest FC                         | 5 – 1   | III. Kerületi TVE |
| --------------------------------------- | ------- | ----------------- |
| Myke 21' Prosser 27' 62' Lencse 67' 69' | (2 – 1) | Remili 29'        |

| Salgótarjáni úti edzőpálya, Budapest (Magyarország) |

| 2020. július 18. 15:00 |

| NK Brežice       | 0 – 8   | MTK Budapest FC                                                               |
| ---------------- | ------- | ----------------------------------------------------------------------------- |
| Tin 45' Jure 47' | (0 – 1) | Cseke 18' 72' Nagy Zs. 30' Gera 49' 50' 74' 84' Schön 54' Katona 61' Bíró 62' |

| edzőtábor, Kranjska Gora (Szlovénia) |

| 2020. július 18. 18:00 |

| NK Radomlje      | 0 – 4   | MTK Budapest FC                               |
| ---------------- | ------- | --------------------------------------------- |
| Rok 12' Jure 47' | (0 – 2) | Prosser 25' 71' Lencse 35' Myke 44' Mezei 79' |

| edzőtábor, Kranjska Gora (Szlovénia) |

| 2020. július 18. 17:00 |

| Budafoki MTE          | 2 – 3   | MTK Budapest FC                          |
| --------------------- | ------- | ---------------------------------------- |
| Skribek 14' Zsóri 54' | (2 – 0) | Myke 55' Schön 68' Bíró 97' Prosser 110' |

| edzőtábor, Kranjska Gora (Szlovénia) |

2x 60 perces mérkőzés
| 2020. július 25. 18:00 |

| FC Koper                              | 1 – 2   | MTK Budapest FC    |
| ------------------------------------- | ------- | ------------------ |
| Petar 30' Mulahusejnovic 37' Dare 52' | (1 – 1) | Schön 39' Myke 67' |

| edzőtábor, Kranjska Gora (Szlovénia) |

| 2020. augusztus 1. 17:00 |

| MTK Budapest FC    | 2 – 0   | ŠKF Sereď |
| ------------------ | ------- | --------- |
| Myke 28' Schön 59' | (1 – 0) |           |

| Hidegkuti Nándor Stadion, Budapest (Magyarország) |

| 2020. augusztus 8. 17:00 |

| MTK Budapest FC                   | 4 – 2   | Újpest FC                         |
| --------------------------------- | ------- | --------------------------------- |
| Myke 44' 74' Herrera 72' Bíró 90' | (0 – 2) | Simon 12' Bacsa 22' Bureković 59' |

| Hidegkuti Nándor Stadion, Budapest (Magyarország) |

| 2020. október 9. 11:00 |

| MTK Budapest FC                             | 4 – 2   | Vasas SC                |
| ------------------------------------------- | ------- | ----------------------- |
| Dimitrov 14' Balázs 47' Gera 51' Kovács 79' | (1 – 1) | Birtalan 28' Vernes 87' |

| Salgótarjáni úti edzőpálya, Budapest, (Magyarország) Nézőszám: zártkapus |

| 2021. január 9. |

| MTK Budapest FC | – | Zalaegerszegi TE FC |
| --------------- | - | ------------------- |
|                 |   |                     |

| Telki edzőközpont, Telki, (Magyarország) Nézőszám: zártkapus |

| 2021. január 13. |

| MTK Budapest FC | – | Vasas SC |
| --------------- | - | -------- |
|                 |   |          |

| Telki edzőközpont, Telki, (Magyarország) Nézőszám: zártkapus |

| 2021. január 16. |

| MTK Budapest FC | – | Budapest Honvéd FC |
| --------------- | - | ------------------ |
|                 |   |                    |

| Hidegkuti Nándor Stadion, Budapest, (Magyarország) Nézőszám: zártkapus |

## OTP Bank Liga

### Első kör
| 2020. augusztus 14. 18:15 |

| MTK Budapest FC   | 1 – 1               | Ferencvárosi TC                |
| ----------------- | ------------------- | ------------------------------ |
| Baki 15' Gera 37' | (1 – 0) Jegyzőkönyv | Boli 57' Tokmac 59' Blažič 94' |

| Hidegkuti Nándor Stadion, Budapest (Magyarország) Nézőszám: 4. 445 Játékvezető: Solymosi Péter Asszisztensek: Tóth II. Vencel és Márkus Tamás |

- MTK: Mijatović — Balázs,  Nagy Zs., Baki , Herrera — Cseke, Mezei (Kata  88'), Katona — Gera (Palincsár  79'), Myke (Bíró  79'), Schön

• Fel nem használt cserék: Somodi (kapus), Barna, Lencse • Vezetőedző: Michael Boris
• Sérülés miatt nem tagja a keretnek: Kanta, Prosser, Ikenne-King, Ferreira, Pintér
- Ferencváros: Dibusz  — Botka, Blažič, Dvali, Ćivić – Haratin (Somália  79'), Sigér – Laïdouni (Uzuni  46'), Isael (Varga R.  73'), Tokmac – Boli

• Fel nem használt cserék: Bogdán (kapus), Frimpong, Heister, Škvarka • Vezetőedző: Szerhij Rebrov
• Sérülés miatt nem tagja a keretnek: Lovrencsics, Zubkov, Vécsei
| MTK | Ferencváros |

Az MTK Budapest védelmében eredetileg Pintér Ádám kezdett volna, ő azonban megsérült a bemelegítés közben. Helyére Michael Boris a 22 éves Nagy Zsombort állította be.
Nagy iramban kezdődött a mérkőzés az MTK letámadásának köszönhetően. Felváltva érkeztek a helyzetek mindkét oldalon, de Herrera lövésénél a kapufának, a többi próbálkozásnál pedig a kapusoknak, Dibusznak és Mijatovićnak köszönhetően nem született gól. A 28. percben Boli megszerezhette volna a vezetést az FTC-nek, aki Tokmac indítása után a kapus mellett is eltolta a labdát, de nagyon kisodródott, így ez a helyzet kimaradt. A 37. percben aztán Schön egy labdaszerzés után a felezővonaltól indította a megiramodó Myket, akinek a balról érkező lapos beadására Gera Dániel érkezett remek ütemben, és végül Ćivićet megelőzve, estében, jobbal, kilenc méterről a ferencvárosi kapuba juttatta a labdát. (1–0). A félidő további részében még egy-egy nagy lehetőség kimaradt mindkét oldalon, így 1–0-ás MTK vezetéssel ért véget az első félidő.
A második félidő elején a Ferencváros jutott el inkább a kapuig, de a legnagyobb lehetőség mégis a hazaiak játékosa, Schön előtt adódott, aki Botkától vette el a labdát, amit aztán Dibuszba lőtt bele. A kihagyott helyzet megbosszulta magát, ugyanis 10 perccel később, a 49. percben Ćivić passza után Tokmac egy remek testcsellel átverte Bakit, belépett a tizenhatoson belülre, majd jobb belsővel, kilenc méterről egy laza mozdulattal a bal alsó sarokba passzolta a labdát. (1–1). A hátralévő időben újabb helyzetekig jutott mindkét együttes, azonban senki nem tudott betalálni vagy egy jó szerelésnek vagy a kapusok védéseinek köszönhetően, így az Örökrangadó 1-1-es döntetlennel zárult.
Mérkőzés utáni nyilatkozatok:
Ha a bajnok ellen feljutóként kezded az idényt, csibésznek kell lenned a jó eredmény érdekében. Jól játszottunk, vezetést is szereztünk. Talán az egyenlítő gól előtt lehettünk volna agresszívebbek védekezésben, de nagy helyzet nélkül lehetetlen lehozni egy ilyen meccset a Ferencváros ellen, hiszen komoly minőséggel bírnak. [...] Schön helyzeténél talán eldőlhetett volna a meccs, ha az bemegy, akkor nyerhettünk is volna, de nem lehetünk elégedetlenek az 1-1-el sem. Örülök annak is, hogy a stílusunkat tudtuk érvényesíteni a bajnok ellen is.
A szezon első tétmérkőzésén sosem egyszerű játszani, ezúttal sem volt könnyű dolgunk. Az első játékrészben a házigazda nem nagyon adott lehetőséget helyzetek kialakítására. A második félidőben több helyzetünk volt, de összességében megérdemelten szerezte meg az egyik pontot az MTK. Ha nem lőjük be a helyzeteinket, annak ez a következménye.
- Gera Dániel szerezte az idény első gólját. Ez volt élvonalbeli pályafutása tizedik gólja, hármat is a Ferencvárosnak lőtt.
- A kék-fehérek 2018-ban az Újpest ellen tértek vissza a második osztályból, akkor is jól, sőt győzelemmel. Érdekes: az MTK 1990 óta nem veszített az élvonalban az első fordulóban – ha Budapesten játszott.
- Nguen Tokmac a tizenharmadik gólját érte el a magyar élvonalban. Az MTK a nyolcadik csapat, amely ellen eredményes volt az OTP Bank Ligában.
- 2016. december 10. után játszott ismét döntetlent egymás ellen a két csapat, akkor is 1–1-re végeztek.
- A Ferencváros, fővárosi csapat ellen, vendégként, tavaly október óta először veszített pontokat, akkor a Honvéddal játszott döntetlent.
- A zöld-fehérek február 1. óta mindössze két idegenbeli meccsükön nyertek.
- A Ferencváros a mostani előtt legutóbb 2017-ben, a Puskás Akadémia ellen veszített pontokat a nyitányon.[2]
- A hazai csapatnál a kezdőben 2 (Nagy Zsombor és Mezei Szabolcs), cserekén beállva 3 játékos (Kata Mihály, Palincsár Martin és Bíró Bence) debütált az első osztályban. Közülük Bíró Bence kivételével a fiatalok a Sándor Károly Akadémiáról kerültek fel. A légiósok közül Milan Mijatović és Sebastián Herrera kezdőként első NBI-es mérkőzésükön léptek pályára.
- A fent említett játékosok mellett az MTK vezetőedzője, Michael Boris is debütált az első osztályban mint vezetőedző.

| 2020. augusztus 21. 19:00 |

| MTK Budapest FC                                                             | 3 – 1               | Budapest Honvéd FC                                       |
| --------------------------------------------------------------------------- | ------------------- | -------------------------------------------------------- |
| Gera 16' Baki 20' Mezei 37' Schön 53' Balázs 60' Herrera 66' 80' Katona 77' | (1 – 1) Jegyzőkönyv | Gazdag 26' Mezgrani 53' Traoré 55' Baráth 66' Zsótér 89' |

| Hidegkuti Nándor Stadion, Budapest (Magyarország) Nézőszám: 3 199 Játékvezető: Pillók Ádám Asszisztensek: Szalai Balázs és Becséri Gergely |

Eredetileg a Honvéd lett volna hazai pályán, azonban a két klub és az MLSZ döntése értelmében a pályaválasztói jogot felcserélték.
- MTK: Mijatović — Balázs,  Nagy Zs., Baki , Herrera — Cseke, Mezei, Katona — Gera ( 82' Palincsár), Myke ( 85' Lencse), Schön ( 67' Bíró)

• Fel nem használt cserék: Somodi (kapus), Barna, Ferreira, Kata • Vezetőedző: Michael Boris
• Sérülés miatt nem tagja a keretnek: Kanta, Pintér, Miovski
- Honvéd: Tujvel — Mezgrani, Batik, Baráth, Tamás — Gazdag, Zsótér, Hidi , Kesztyűs ( 71' Gale) — Tóth-Gábor ( 54' Traoré), Ugrai ( 90' Cipf)

• Fel nem használt cserék: Nagy S. (kapus), Uzoma, Kamber, Lovrić • Vezetőedző: Bódog Tamás
• Sérülés miatt nem tagja a keretnek: Lanzafame, Banó-Szabó, Szendrei
| MTK | Honvéd |

Már a mérkőzés elején, a 13. másodpercben veszélyes támadást alakított ki a Honvéd, de Baki ki tudta fejelni a labdát. Az első 14 percben nagy lehetőséghez a vendégek jutottak el, az igazán veszélyes lehetőségek azonban a hazai csapat előtt adódtak. A 13. percben egy ívelés után Cseke lőtt kb. 20 méterről jóval a kapu fölé. 1 perccel később Gera lövését könnyedén fogta Tujvel. A 16. percben azonban tehetetlen volt, hiszen Herrera bal oldali beadását Batik nem érte el, Gera pedig megelőzte Baráthot közelről estében a jobb felső sarokba lő (1–0). Ezután mindkét oldalon sorban alakulnak ki a helyzetek. A 26. percben egy gyorsan elvégzett szabadrúgás után Gazdag egyedül tör kapura, és 12 méterről a másik irányba mozduló Mijatović mellett a kapu jobb oldalába lő (1–1). Néhány perc elteltével mindkét oldalon gólszerzési kísérlet, Cseke lövését, majd Herrera kipattanóját is védte Tujvel, Ugrai 12 méteres lövése centikkel ment el a jobb alsó sarok mellett. Az apró, mezőnyben elkövetett szabálytalanságokkal tarkított félidőben több nagyobb helyzetet (Tóth-Gábor les helyzetből való lövését leszámítva) nem láthattunk, döntetlennel vonultak szünetre a csapatok.
A második játékrész kezdete után 3 perccel hazai gólhelyzet alakult ki Schön révén, akinek Gera gurította vissza a labdát, de 11 méterről kapu mellé lőtt. Az 51. percben Ugrai lövését a kapus védte, 6 perccel később pedig mellé gurított a támadó. A 63. percben nagy esélyt puskázott el a Honvéd a vezetés megszerzésére: Gazdag a kapus mellett vitte el a labdát, ám amikor kapura fordulna, balról Zsótér ellőtte előle a játékszert, ami így az oldalhálóban kötött ki. Gazdag joggal volt mérges csapattársára, mert ha Zsótér nem önzőzi el, könnyen vezethetett volna a Honvéd. Ehelyett a 66. percben az MTK szerezte meg a vezetést Herrera lévén, aki egy jobb oldali szöglet után az ötös túloldaláról fejelt, a Gazdagról lepattanó labdát 3 méterről estében, bal lábbal a hálóba pofozta (2–1). A 75. minutumban Bíró tekerését Tujvel, majd egy tekerést Mijatović védett. Gólt ismét az MTK tudott szerezni. A 78. percben Mezei jobb oldali szöglete után Katona 13 méterről ballal, kapásból a hosszú sarokba lőtt, a labda a jobb kapufáról pattant be (3–1). A találkozó hátralévő részében említésre méltó helyzet nem alakult ki, így az MTK a 3 pontot otthon tartotta.
Mérkőzés utáni nyilatkozatok:
Nehezebb meccs volt ez, mint a Ferencváros elleni, mert az ellenfélről nem sokat tudtunk, hiszen nem láthattuk őket játszani. [..] Nagyon fontos, hogy a rögzített helyzetekkel most éltünk, nagyon sokat gyakoroljuk ezeket. [...] Négy pont már megvan a 45-ből, amit szezon előtt kitűztünk magunknak. Jól rajtoltunk, de nem szállunk el magunktól, tudják a játékosok, hogy minden héten bizonyítaniuk kell, különben jön más a helyükre.
Bosszantó vereséget szenvedtünk, gratulálok az MTK-nak. Három pontrúgás után kaptunk három gólt, így nehéz nyerni. Lehetőségeink nekünk is voltak, benne volt a játékban, hogy mi szerezzük a második gólt, de nem éltünk az eséllyel, nem úgy az ellenfél. [...] A vereségünk a pontrúgások miatt következett be, ha nem nyered meg a párharcokat, nem nyerhetsz. Nem volt ez elsőre olyan rossz, de az eredmény… az katasztrófa…
- A Honvéd az idényben először lépett pályára, ugyanis a Puskás Akadémia elleni idegenbeli mérkőzésüket elhalasztották, mert a hazaiak több játékosánál a koronavírus teszt pozitívnak bizonyult.
- Michael Boris megszerezte első győzelmét az NBI-ben, Bódog Tamás vereséggel mutatkozott be a Honvéd kispadján.
- A vendégeknél Tóth-Gábor Kristóf kezdőként, Thierry Gale és Boubacar Traoré csereként beállva első NBI-es mérkőzésüket játszották.
- Az MTK tovább folytatja az előző szezonban megkezdett sorozatát, hiszen utoljára  a 2018-2019-es NBI-es szezonban – pont a kispesti együttestől – kapott ki hazai pályán.

| 2020. augusztus 28. 20:00 |

| Diósgyőri VTK                   | 1 – 1               | MTK Budapest FC                                 |
| ------------------------------- | ------------------- | ----------------------------------------------- |
| Molnár 29' Iszlai 58' Szűcs 65' | (1 – 0) Jegyzőkönyv | Herrera 25' Schön 55' 68' Bíró 86' Nagy Zs. 93' |

| DVTK-stadion, Miskolc (Magyarország) Nézőszám: 4 353 Játékvezető: Berke Balázs Asszisztensek: Szalai Balázs és Horváth Róbert |

- DVTK: Antal — Memolla ( 35' Vági),  Hegedűs J., Polgár , Sestakov — Iszlai, Márkvárt  ( 39' Szűcs), Grozav, Molnár ( 68' Rui Pedro), Hasani — Dražić

• Fel nem használt cserék: Bukrán (kapus), Max, Cortés, Korbély • Vezetőedző: Feczkó Tamás
• Sérülés vagy eltiltás miatt nem tagja a keretnek: Ivanovski (eltiltás), Danilović (kapus) (sérülés)
- MTK: Mijatović — Balázs ( 65' Palincsár),  Nagy Zs., Baki , Herrera ( 72' Bíró) — Cseke, Mezei, Katona — Gera ( 82' Prosser), Myke, Schön

• Fel nem használt cserék: Somodi (kapus), Lencse, Ferreira, Kata • Vezetőedző: Michael Boris
• Sérülés miatt nem tagja a keretnek: Kanta, Pintér, Miovski
| DVTK | MTK |

Az első 7 percben az MTK alakított ki helyzeteket, a Diósgyőr a 8. percben veszélyeztetett először, igaz előtte Molnár szabálytalankodott. Néhány vendég lehetőség után a 15. percben az addigi legnagyobb gólhelyzet Dražić előtt adódott, aki Molnártól kapott labdát és el tudta lőni Baki mellett, gól azonban nem született ebből. Ezek után szinte felváltva jönnek a helyzetek, az MTK szögletekből is veszélyeztetett. A 28. percben aztán sem a kapusoknak, sem a védőknek nem sikerül menteni: Memolla labdáját elvéti Nagy Zsombor, és egy szép labdalevétel után látványos gólt szerez Molnár félfordulatból (1–0). 5 perccel később Schön helyzeténél nagyot véd Antal, majd egy sérülés miatt kényszerű csere. A 37. percben hasonló eset: kisebb vendég helyzet, majd újabb csere a hazaiaknál, ezúttal a csapatkapitány, Márkvárt nem tudja folytatni. Az első félidő Dražić és Baki párharcával, illetve egy MTK lehetőséggel és 1-0-ás eredménnyel zárul.
A második játékrész egy blokkolt Mezei lövéssel folytatódott, majd 5 perccel később, az 55. percben Schönnek már sikerült betalálnia. Gera passza után ballal a bal alsó sarokba lőtt az ötös bal sarkánál (1-1). 1 perccel később szerencsével Gerához kerül a labda, gól azonban nem született belőle. A következő percekben inkább a mezőnyharcoké a főszerep, mint a helyzeteké. A 65. percben könnyen megszerezhette volna a vezetést az MTK, miután Schön jó labdát adott Herrerának, aki az ötös bal sarkáról lőtt, de kapu mellé. A kimaradt helyzet után inkább egymást rugdosták a játékosok, helyzetig a DVTK jutott el: Iszlai egy szép támadás után Grozavhoz passzolt, majd Mijatovićnak kellett védeni. A következő percekben inkább a vendég csapat volt veszélyesebb, egy Pedro helyzetet leszámítva. A 90. percben egy kérdéses eset: Palincsár és Pedro tizenhatoson belüli találkozása után a DVTK játékosa elesett, a játékvezető továbbot intett. A 4 perc ráadás után a mérkőzés feszült hangulatban 1-1-es döntetlennel ért véget.
Mérkőzés utáni nyilatkozatok:
A döntetlen reális, mi is nyerhettünk volna, és az MTK is nyerhetett volna. Arra nem készültünk fel, hogy kettőt kell cserélni az első félidőben. Két kulcsjátékosunkat elveszítettük, még nem tudni, mennyi időre. [...] Amit elterveztünk az ült, a mérkőzés legnagyobb helyzetét, amikor egyedül vezettük a kapusra a labdát mi hagytuk ki még 0-0-nál. [...] A második játékrészben kényszerű megoldásokat is alkalmaztunk, ami meglátszott a játék képén. Kiemelem a saját nevelésű Szűcs Kornél játékát, aki nem a saját posztján is jó teljesítményt nyújtott. [...] A másodikban viszont több helyzetet is kidolgoztak, mert nem tudtunk friss embereket azok helyére küldeni, akiknek nem volt betervezve a 90 perces játék. A második félidőben jól játszott az ellenfelünk, ám ekkor ahogy a vendégek, úgy mi is megnyerhettük volna a mérkőzést.
Örülök a pontszerzésnek! A közönsége által támogatott DVTK ellen idegenben mindig nehéz játszani. [...] A DVTK jól alkalmazza a hosszú indítások fegyverét. Két nagy helyzettel ők nyitották a mérkőzést, és egy indítást követően meg is szerezték a vezetést. Ezt követően még nehezebb lett a dolgunk, mert Polgár és Hegedűs stabilan állt a védelem közepén. 
Nem csak az számít, hogy ki birtokolja többet a labdát, az is fontos, ki mennyi helyzetet alakít ki. A DVTK-nak a gól előtt is volt egy nagy helyzete, ha a helyzetek számát nézzük, akkor az egyenlő lehet, esetleg kicsivel több a DVTK javára. Félidőben azt kértem, helyezzük nagyobb nyomás alá az ellenfelet, alakítsunk ki több helyzetet, és egyenlítettünk is. Akár a győzelmet jelentő gólt is megszerezhette volna Herrera, ám nem sikerült értékesíteni a helyzetet, így egy ponttal utazunk haza, amivel nem vagyunk elégedetlenek.
- A Diósgyőr 2017 óta először áll az első két bajnoki mérkőzése után veretlenül, négy ponttal.
- Molnár Gábor február 29. óta először szerzett gólt az OTP Bank Ligában.
- A borsodi piros-fehérek a legutóbbi öt hazai bajnoki mérkőzésükből csak egyet nyertek meg.
- 2017 óta nem született e két csapat egymás elleni mérkőzésén vendéggyőzelem.
- Az MTK 2012 ősze (nyara) óta először maradt veretlen az első három mérkőzésén az élvonalban.
- Schön Szabolcs a nyolcadik élvonalbeli találkozóján megszerezte az első gólját.[6]
- Ez volt sorozatban a két csapat harmadik olyan egymás elleni bajnokija, amelyen mindkét fél szerzett gólt.
- Az MTK harmadik mérkőzésén is ugyanazzal a kezdő tizeneggyel állt fel.
- A DVTK az idényben másodszor lépett pályára és csakúgy mint a Mezőkövesd ellen, ismét Berke Balázs vezette a mérkőzést.
- A Diósgyőr hamar változtatni kényszerült. A 35. és a 39. percben két kulcsjátékosukat, Memollát és Márkvártot le kellett cseréni sérülés miatt.

| 2020. szeptember 13. 17:30 |

| MTK Budapest FC     | 0 – 3               | Zalaegerszegi TE FC                                  |
| ------------------- | ------------------- | ---------------------------------------------------- |
| Cseke 30' Mezei 58' | (0 – 1) Jegyzőkönyv | Gergényi 4' Favorov 42' 67' Bedi 50' 75' Szánthó 88' |

| Hidegkuti Nándor Stadion, Budapest (Magyarország) Nézőszám: 2 051 Játékvezető: Karakó Ferenc Asszisztensek: Albert István és Vígh-Tarsonyi Gergő |

- MTK: Mijatović — Balázs ( 80' Prosser),  Nagy Zs., Baki , Herrera ( 63' Barna) — Cseke, Mezei, Katona — Gera ( 67' Miovski), Bíró, Schön

• Fel nem használt cserék: Somodi (kapus), Palincsár, Ferreira, Kata • Vezetőedző: Michael Boris
• Sérülés miatt nem tagja a keretnek: Kanta, Pintér, Myke
- ZTE: Demjén — Živko, Szalai D.( 63' Tanaszin), Bobál D., Gergényi — Sanković, Bedi, Babati, Vass P. ( 69' Szánthó), Favorov — Könyves ( 78' Koszta)

• Fel nem használt cserék: Gyurján (kapus), Zimonyi, Kovács, Dragóner • Vezetőedző: Boér Gábor
• Sérülés vagy eltiltás miatt nem tagja a keretnek: Lesjak (eltiltás); Tajti, Szépe, Kun (sérülés)
| MTK | ZTE |

Az első 30 percben nem igazán alakított ki nagy helyzeteket egyik csapat sem. Az MTK irányította a játékot, de a ZTE stabil védelme és apróbb szabálytalanságai nem engedték a hazaiaknak, hogy kapura lőhessenek. Az első nagyobb lehetőség a 34. percben adódott hazai oldalon: Gera lőtte el a tizenhatos környékéről, azonban csak az oldalhálót találta el. Ezután 1-1 gólhelyzet mindkét oldalon, de ezek is kimaradtak. A 42. percben végül megszerezte a vezetést a Zalaegerszeg: egy szép labdajáratás után Könyves a tizenhatos előteréből balra Gergényihez passzolt, aki középre tette a labdát és Favorov zavartalanul 5 méterről könnyen a hálóba lő (0–1).
A második játékrész első helyzete ismét a vendégek előtt adódott: Živko egy szabadrúgás után lecsorgó labdát lőtt 15 méterről nem sokkal a kapu mellé. A 61. percben Szalai és Herrera ütköztek, mindkettejüket le kellett cserélni. A 75. percben tovább növeli előnyét a ZTE: Tanaszin jobb oldali beadását Szánthó elvéti, de Bedi 6 méterről belövi (0–2). Babati a 82. percben egy gyors kontra után éles szögből Mijatovićba lőtte a labdát. Ezt 2 MTK lehetőség követte, azonban nagy veszélyt egyik sem jelentett. A 88. percben aztán egy kontrából Szánthó kicselezte Bakit, és 17 méterről belőtte a mindent eldöntő gólt (0–3).
Mérkőzés utáni nyilatkozatok:
A mérkőzés elején nagyon sokat passzoltunk hátra, ami nem volt optimális, hiszen a ZTE letámadott és sokszor szerezték meg a labdát. A félidő közepén kicsit feléledtünk, utána több beadásunk volt és helyzeteket is tudtunk kialakítani, viszont a 42. percben jött a Zalaegerszeg gólja. A szünetben próbáltunk változtatni, de nem igazán sikerült, majd jött Herrera szerencsétlen sérülése, ami tovább nehezítette a dolgunkat, így pont nélkül maradtunk ma este.
Maximálisan elégedettek lehetünk. Az eredmény önmagáért beszél, kicsit ki is kell élveznünk ezt a 3-0-t, hiszen egy olyan MTK-t tudtunk "lenullázni" a gólok és a helyzetek számát is tekintve, amely meglepte az NB I-et és dominálni tudott az első fordulókban. Kivettük az MTK lendületét és azt a direkt játékát, ami sikerre vezette őket az előző fordulókban, nagy százalékban szereztük meg az úgynevezett második labdákat, és nem is emlékszem 100%-os MTK-helyzetre, ami mindent elmond a védekezésünkről. Gratulálok a srácoknak, nagyot futballoztak a mai napon!
- Az újonc MTK a negyedik fordulóban veszítette el veretlenségét. Ez volt az első alkalom az idényben, hogy a kék-fehérek nem szereztek gólt.
- A ZTE a tavalyi visszakerülés óta negyedszer nyert idegenben legalább háromgólos különbséggel, az előző idényben kétszer Kaposváron, egyszer Debrecenben győzött meggyőző fölénnyel.
- A ZTE az első győzelmét érte el az OTP Bank Liga 2020–2021-es idényben, ehhez képest talán meglepő, hogy csak a MOL Fehérvár szerzett eddig több gól nála.
- A ZTE a fővárosban, élvonalbeli bajnokin, a mostani előtt 2010. október 30-án győzött, legalább három gólt szerezve. Akkor is az MTK ellen (4-3). Legalább három gólt Budapesten a mostani előtt legutóbb 2011. május 10-én, az Albert Stadionban szerzett, a Ferencváros ellen (4-4).
- A zalaegerszegiek öt nyeretlen bajnoki találkozó után győztek ismét.
- Artyom Favorov a második gólját érte el az OTP Bank Ligában, az elsőt még az előző szezonban, a Puskás Akadémia játékosaként érte el.
- Szánthó Regő az első élvonalbeli gólját szerezte. Bedi Bencének ez volt a harmadik gólja az élvonalban, a két tavalyit nem megnyert mérkőzésen érte el.[8]
- Michael Boris először változtatott kezdőcsapatában ebben a szezonban: Myke Bouard Ramos edzésen megsérült, helyére Bíró került, aki először kezdett az NB1-ben
- Az MTK megszakította a 2019. augusztus 7-e óta tartó hazai veretlenségi sorozatát
- Boér Gábor első győzelmét szerezte meg NB1-es vezetőedzőként
- Szánthó Regő első NB1-es gólját szerezte
- A mérkőzés után Michael Boris megkapta az MLSZ-től és az M4 Sporttól az augusztus legjobb edzője díjat.

| 2020. szeptember 26. 14:45 |

| Paksi FC                                                                              | 4 – 0               | MTK Budapest FC                     |
| ------------------------------------------------------------------------------------- | ------------------- | ----------------------------------- |
| Kulcsár 24' Hahn 38' (11-esből) 57' (11-esből) 81' Szakály 53' Gévay 77' Haraszti 92' | (1 – 0) Jegyzőkönyv | Bíró 17' Mijatović 30' Baki 35' 37′ |

| Fehérvári úti stadion, Paks (Magyarország) Nézőszám: 1 398 Játékvezető: Erdős József Asszisztensek: Garai Péter és Bornemissza Norbert |

- PAKS: Hegedüs, Osváth, Lorentz, Gévay , Szabó — Kulcsár ( 46' Szakály) , Windecker, Balogh, Bertus ( 78' Haraszti) — Hahn, Sajbán ( 72' Csősz)

• Fel nem használt cserék: Holczer (kapus), Szendrei, Kővári, Vas • Vezetőedző: Bognár György
• Sérülés vagy betegség miatt nem tagja a keretnek: Böde (sérülés), Bognár (koronavírus)
- MTK: Mijatović — Ikenne-King, Nagy Zs., Baki , Herrera — Cseke, Mezei, Palincsár — Gera ( 67' Miovski), Bíró ( 42' Ferreira), Schön ( 61' Kata)

• Fel nem használt cserék: Somodi (kapus), Balázs, Prosser, Barna • Vezetőedző: Michael Boris
• Sérülés miatt nem tagja a keretnek: Pintér, Myke, Katona
| PAKS | MTK |

A 6. percben Gévay hibája után Hegedűsnek kellett mentenie Bíró elől. Az első kaput eltaláló lövésig 29 percet kellett várni: egy paksi szöglet után Szabó próbált fejelni, aztán Windecker lövését védte Mijatović, majd a védők felszabadítottak. A 33. percben Palincsár próbálkozott 25-ről, de kaput nem talált. Ezután Baki került a főszerepbe, miután a 37. percben – 2 perccel az előző után – megkapta második sárga lapját, így az MTK csapatkapitányát kiállította a játékvezető. A szabálytalanságért megítélt büntetőt a kiharcoló Hahn lőtte a bal alsó sarokba (1—0). Az első félidő hazai vezetéssel és vendég emberhátránnyal ért véget.
Az 52.percben Herrerától szerezte meg a labdát Bertus, majd beadta balról Szakálynak, aki 6 méterről a bal oldalra lőtt (2—0). 4 perccel később egy hazai szöglet után Szabó csúsztatása kerüli el a kaput. Az 56. percben Ikenne-King buktatta a tizenhatoson belül Bertust, így ismét tizenegyest kap a Paks, melyet ezúttal is Hahn értékesít. Ezúttal a jobb alsóba lőtte (3—0). 4 perccel később Sajbán próbálkozás nem jelent nehézsége Mijatovićnak. A 66. percben tizenegyes gyanús eset az MTK-nak: Gévay otthagyta a lábát, amiben Ikenne-King elesett, a játékvezető azonban nem ítélt szabálytalanságot. Egy perccel később Ikenne-King beadása után Gera fejelte a felső lécre a labdát. Mezei szabadrúgása a 76. percben Hegedűs kezében landolt. 2 perccel később szintén egy Mezei szabadrúgás, ezúttal nehezebb dolga volt Hegedűsnek. Nagy adta haza a labdát Mijatovićnak a 80. percben, aki hatodjára hibázik a mérkőzésen, ezúttal gólt eredményezően. Hahn ugyanis letámadta a vendég hálóőrt, majd a kapus lábáról visszapattanó labdát az üres kapuba passzolja, megszerezve ezzel mesterhármasát (4—0). A 88. percben még Miovski lőtt a kapu fölé, így az eredmény nem változott.
Mérkőzés utáni nyilatkozatok:
Többet kaptam a srácoktól, mint amit 4 edzés után elvárhattam volna. Fogékonyak voltak egy kicsit az újra is. Labda felé védekeztek, agresszívak voltunk, ott tudtuk tartani sokáig az MTK térfelén a labdát. Tulajdonképpen azt játszottuk, amit az MTK, csak jobban.
Nagyon nehéz volt készülni rájuk, hiszen nemrég edzőt váltottak, viszont számítottunk rá, hogy agresszívan fognak letámadni minket, erre készültünk, de nem nagyon találtuk ennek a mai nap az ellenszerét. [..] Utána pedig a félidő vége előtt jött a piros lap, a tizenegyes és a Paks vezető gólja. Ezután próbáltunk változtatni a félidőben próbáltunk visszajönni a találkozóba, de a Paks lőtt még 3 gólt, így övék lett a 3 pont és megérdemlik a gratulációt.
- A Paks élén győzelemmel mutatkozott be az új edző, Bognár György.
- A zöld-fehérek június 24-én, a Diósgyőr ellen nyertek legutóbb a mostani előtt bajnoki mérkőzést. Akkor is négy gólt szereztek.
- Hahn János először szerzett három gólt élvonalbeli bajnokin.
- Szakály Dénes a januári visszatérése óta először szerzett bajnoki gólt a Paks színeiben.
- Paks 2016. április 12. óta, immár hét mérkőzésen veretlen az MTK ellen.
- A kék-fehérek a 37. perctől, Baki Ákos kiállítása miatt, tíz emberrel játszottak.
- Michael Boris együttese a jó kezdés után a legutóbbi két bajnokiján nem szerzett pontot, a ZTE és a Paks elleni találkozókat 0–7-es összesített gólkülönbséggel zárta.[10]
- Már a mérkőzés megrendezése is kérdéses volt, hiszen a paksiaknál többen pozitív koronavírus tesztet produkáltak pár hete, de szerencsére szinte minden játékos a karantén leteltével visszatérhetett az edzésekre.
- A hét közben áthelyezték Osztermájer Gábort egy másik pozícióba Pakson, az új vezetőedző Bognár György lett.
- Bognár György játszott korábban az MTK-ban, most fiának, Bognár Istvánnak az edzője, aki nyáron az MTK-tól érkezett.
- Az MTK Myke után újabb kulcsjátékosát veszítette el egy edzésen történt sérülés miatt. Katona Mátéra hosszú ideig nem számíthat Michael Boris.
- A Paks csapata eddig nyeretlen volt, 4 mérkőzés alatt 1 pontot szerzett (hazai pályán a Fehérvár ellen 1—1).
- A Paks előző mérkőzése elhalasztását kérte a csapatnál megjelent koronavírus miatt, azonban ellenfele, a Ferencváros nem egyezett bele, így tartalékosan, néhány ifijátékossal állt ki a Fradi ellen, és 5—0-s vereséget szenvedett.

| 2020. október 2. 20:00 |

| MTK Budapest FC                                         | 1 – 2               | Budafoki MTE                                                  |
| ------------------------------------------------------- | ------------------- | ------------------------------------------------------------- |
| Kata 17' Gera 32' Herrera 53' Schön 63' Miovski 73' 79' | (0 – 1) Jegyzőkönyv | Skribek 3' Oláh 10' Szabó 12' Huszti 40' 81′ Ihrig-Farkas 88' |

| Hidegkuti Nándor Stadion, Budapest (Magyarország) Nézőszám: 1 573 Játékvezető: Andó-Szabó Sándor Asszisztensek: Buzás Balázs és Garai Péter |

- MTK: Mijatović — Ikenne-King ( 61' Balázs), Nagy Zs., Ferreira Herrera — Palincsár ( 46' Lencse),  Kata, Mezei ( 86' Kanta), — Gera , Bíró ( 61' Miovski), Schön

• Fel nem használt cserék: Somodi (kapus) Varasdi (kapus), Varju, Barna • Vezetőedző: Michael Boris
• Sérülés vagy eltiltás miatt nem tagja a keretnek: Pintér, Myke, Katona, Prosser, Cseke (sérülés); Baki (eltiltás)
- BMTE: Póser — Huszti, Romić, Vaszicsku, Medgyes — Micsinai, Oláh, Skribek ( 70' Ihrig-Farkas), Kulcsár ( 70' Lőrinczy), Szabó ( 84' Margitics) — Kovács ( 94' Mervó)

• Fel nem használt cserék: Bese (kapus), Nikolić , Fekete, Kirják, Khiesz  • Vezetőedző: Csizmadia Csaba
• Sérülés vagy eltiltás miatt nem tagja a keretnek: Iharoš, Soltész, Filkor (sérülés); Zsóri (eltiltás)
| MTK | BMTE |

Ebben a szezonban az MTK is csatlakozott a Rózsaszín október mozgalomhoz, amely a mellrák megelőzésének leghatékonyabb módszerére, a szűrővizsgálatok fontosságára hívja fel a figyelmet.
Az MLSZ közgyűlés határozata alapján október 2-ától engedélyezi a mérkőzésenkénti 5 csere lehetőségét összesen 3 játékmegszakítással. Ezzel együtt a mérkőzésre nevezhető labdarúgók száma 18-ról 25-re nőtt.
Már az 1. percben egy büntető gyanús eset, amikor Gera ollózó mozdulata után Romić vállához pattan a labda. A 3. percben azonban a Budafok szerezte meg a vezetést: Herrera rossz helyre fejelte ki Kulcsár bal oldali szabadrúgását, majd Skribek Alen lőtt kapásból 19 méterről a jobb alsóba (0—1). 2 perccel később ismét Skribek próbálkozott kapásból, azonban Nagy Zsomborról lepattant a labda, amit Kulcsár jobbal a kapu fölé emel. Az MTK 2 szabadrúgást is lőhetett 3 percen belül, azonban egyszer sem találta el a kaput sem Gera, sem Schön. Az első igazán veszélyes hazai helyzetre a 18. percig kellett várni.  A következő percekben egymás után alakulnak ki helyzetek mindkét oldalon, de a befejezés egyik csapatnak sem sikerül. Schön emelt Gera elé a 24. percben, aki bal lábbal 10 méterről kapásból a bal alsót vette célba, Póser azonban szépen véd lábbal. A 36. percig szinte csak a Budafok veszélyeztet, majd egy ígéretes kontrát vezethetne az MTK, de a labda elakad Andó-Szabó játékvezetőben. A 18. percben Bíró és Schön játszott össze, de utóbbi a tizenhatoson belülről a jobb oldalról kihagyja a helyzetet. A félidő végéig adódó apró helyzeteket sem sikerült gólra váltani egyik oldalon sem, így vendégelőnnyel fordultak a csapatok.
A 2. félidő első 15 percében 1-1 lehetőség adódott mindkét oldalon, de előbbinél Ferreira blokkolt, utóbbinál pedig Póser védett. A mérkőzés további részében az eddigiekhez hasonlóan az utolsó passzokkal és a befejezéssel van probléma. Az 56. percben büntető gyanús eset, miután Romić lökte fel Gerát, de a bíró nem ítélt büntető. A 67. percben Lencse után Miovski passzol Gerához a jobb oldalra, de Póser bravúrral véd. 2 perccel később a budafokiak szabadrúgását Kulcsár lőtte nem sokkal a kapu bal felső sarka mellé. Herrera sokadik rossz beadását Mezei középre tolta, a vendégek nem figyeltek, így Miovski a 75. percben kapásból 17 méterről lőtt a jobb alsóba (1—1). 1 perccel később Schön túlcselezi magát, leszerelik, majd Mezei lövését Póser védi. A 81. percben megfogyatkozik a Budafok. Huszti 2. sárgáját kapta, miután megakadályozta, hogy Schön vezetésével kontra induljon. Percekkel később Mezei és Balázs is elpuskázza a vezető gól lehetőségét. Kata rosszul passzol a 88.percben, Medgyes a tizenhatosig fut a labdával, odapasszolja Ihrig-Farkasnak, aki a kapu közepébe lövi. Ebben azért Mijatović is benne volt (1—2). A hosszabbításban próbálkozott még az MTK, de gólt nem tudott lőni, így Budafok sikerrel végződött a találkozó.
- Budafok története első idegenbeli győzelmét aratta.
- A Budafok-MTK párharc rövid történetének első Budafok győzelme.
- Az MTK zsinórban 3. mérkőzését veszíti el, 1 lőtt – 9 kapott góllal.

| 2020. október 17. 19:30 |

| Puskás Akadémia FC       | 0 – 3               | MTK Budapest FC                                                   |
| ------------------------ | ------------------- | ----------------------------------------------------------------- |
| Szolnoki 14' Vaněček 85' | (0 – 2) Jegyzőkönyv | Miovski 4' Gera 26' 33' Dimitrov 28' Nagy Zsombor 69' Prosser 80' |

| Pancho Aréna, Felcsút (Magyarország) Nézőszám: 957 Játékvezető: Pintér Csaba Asszisztensek: Kóbor Péter és Szécsényi István |

- PAFC: Tóth — Szolnoki , Meißner, Tamás ( 46' Komáromi), Deutsch — van Nieff, Nagy Zsolt ( 67' Weslen Jr.) — Plšek ( 62' Urblík), Băluță ( 62' Knežević), Kiss ( 46' Mance) — Vaněček

• Fel nem használt cserék: Kiss (kapus), Slagveer, Spandler, Hadzsiev, Corbu • Vezetőedző: Hornyák Zsolt
• Sérülés miatt nem tagja a keretnek:
- MTK: Mijatović — Varju, Nagy Zsombor, Ferreira — Balázs, Kata ( 37' Biben), Dimitrov ( 67' Prosser), Mezei ( 88' Barna), Herrera — Gera  ( 88' Ikenne-King), Miovski ( 88' Bíró)

• Fel nem használt cserék: Somodi (kapus) Varasdi (kapus), Osei, Schön, Kanta, Lencse • Vezetőedző: Michael Boris
• Sérülés miatt nem tagja a keretnek: Pintér, Myke, Katona, Cseke, Baki, Palincsár
| PAFC | MTK |

Erre a mérkőzésre szerkezetet váltott az MTK, ezúttal egy háromvédős rendszerben futballoztak a vendégek. A Puskás láthatóan nem tudott erre reagálni, hiszen az MTK már a 4. percben megszerezte a vezetést. Dimitrov beadása után Gera fejesét Tóth bravúrral kiütötte, de pont Miovski elé, aki közelről a jobb alsóba vágta a labdát (0–1). A 10. percben jutott el először az ellenfél kapujáig a Puskás, de Plšek lövése nem jelentett veszélyt. Az ezt követő percekben két támadás is az MTK friss igazolásánál ért véget. Először azért, mert lövése gyengére sikeredett, másodjára pedig beadása túl magas lett Balázsnak. 2 perccel később Vanecek lövését Mijatovic védte, majd Herrera mentett Vanacek elől. A 26. percben már egy MTK támadásnál segített Herrera. Ő ívelte előre a labdát, Dimitrov  csukafejesénél a kapus még egy nagy védést is bemutatott, a kipattanóra azonban Gera csapott le, és védőjét megelőzve ballal a kapuba pofozta a labdát (0–2). A félidő vége előtt 10 perccel azért Mijatovićnak is akadt dolga, hiszen egy jobb oldali szöglet után Miovski rosszul találta el a labdát, így a túloldalon Plšek rá tudta lőni, de Mijatovic egy szép reflexmozdulattal védett. Az első félidő egy elrontott vendég szabadrúgással és 0–2-es eredménnyel zárult.
A második játékrész egy-egy távoli lövéssel kezdődött. Először Mezei lőtte kapu mellé, majd Deutsch labdája landolt a vendég kapus kezében. 1 perccel később már újabb bravúrra volt szüksége Mijatovićnak ahhoz, hogy Komáromi közeli fejesét a felső lécre tolja. A 77.percben kétszer is nagy védést mutatott be az MTK hálóőre. Előbb egy léc alá tartó fejest tenyerelt szögletre, majd Vaněček elől mentett. Gera ugratta ki a leshatáron lévő Prossert a 82. percben, aki egyedül vezette a kapusra a labdát, majd 14 méterről Tóth mellett a kapu jobb oldalába helyezett (0–3). A 90. percben még megvolt a lehetősége a szépítésre a Puskásnak, azonban Komáromi lövése elkerülte a kaput. De Prosser is duplázhatott volna, ha nem hagyja ki 7 méterről a helyzetet a hosszabbítás végén. Az eredmény végül nem változott, így 0–3-mal vonultak le a játékosok.
Mérkőzés utáni nyilatkozatok:
Szomorú vagyok, mert az első perctől idegesen futballoztunk, szinte minden párharcot elveszítettünk. [...] Ha akadtak helyzeteink, azokat az MTK kapusa fogta, volt pár bravúrja. Játékban ennél mindenkinél többet várok, egyénileg nincs is értelme egyenként elemezni mindenkit. Úgy éreztem, jó erőben vagyunk, ezért sokkal többre számítottam, de a félénk játék nem vezethetett eredményre. Végig azt éreztem, hiányzik a magabiztosság. Próbáltunk váltani a szünetben, de nem jártunk sikerrel. Könnyű gólokat ajándékoztunk az MTK-nak, ez komoly hátrány volt, az első 20-25 percben el is dőlt a meccs.
Nagyon boldog vagyok a győzelem miatt. Az első félidőben nagyon jól játszottunk, remekül védekeztünk, végül három gólt rúgtunk, nem kaptunk egyet sem, így nem lehetünk elégedetlenek. Jól felkészültünk az ellenfélből, többször megnéztük őket, szinte az összes meccsüket láttuk. Tudtuk, hogy nagyon jó képességű szélsői vannak a Puskás Akadémiának, így a szélsőjátékuk ellen készültünk fel elsősorban, ezért is váltottunk rendszert. A Vasas elleni felkészülési meccs is azt a célt szolgálta, hogy ezt a játékot gyakoroljuk, és akkor jól is működött, ezért is választottuk ezt a felállást erre a meccsre. Talán meglepte az ellenfelet is ez valamelyest.
- A Puskás Akadémia tavaly november 9. óta először kapott ki két egymást követő bajnoki mérkőzésén.
- A felcsúti legénység mindössze két bajnoki mérkőzést veszített eddig a Pancho Arénában, de mindkettőt háromgólos különbséggel. Márciusban a Fehérvár 4-1-re verte.
- Hornyák Zsolt csapata február elseje óta először nem szerzett gólt hazai bajnokin.
- Tovább tart a rossz sorozat: a Puskás Akadémia eddig mindössze egyszer tudott élvonalbeli bajnokin pályaválasztóként nyerni a kék-fehérek ellen.
- Az MTK mindössze másodszor győzött a bajnoki szezonban, akárcsak a Honvéd ellen (3-1) most is három gólt szerzett.
- A kék-fehérek vendégként – a mostani előtt – legutóbb 2018 októberében, a MOL Vidi ellen nyertek három góllal. Ugyancsak a Pancho Arénában.
- Az MTK gólszerzői közül Bojan Miovski az eddigi négy magyar bajnokiján két gólt szerzett. A legutóbbi kettőn. Gera Dániel az első két fordulóban egymás után két meccsen is eredményes volt, szombaton belőtte a harmadikat, egyelőre ő az MTK házi gólkirálya. Prosser Dániel a Merkantil Bank Ligában szerzett már gólt MTK-sként, az élvonalban most először.[14]
- Az idei szezonban először nem kapott gólt az MTK.
- Ez volt a párharc történetének legnagyobb gólkülönbségű mérkőzése.
- A kényszerből lecserélt Kata helyére beállt Biben Barnabás a szezon legfiatalabb játékosa 16 évesen 10 hónaposan és 28 naposan.[15]

| 2020. október 24. 14:45 |

| MTK Budapest FC               | 1 – 1               | Kisvárda FC                         |
| ----------------------------- | ------------------- | ----------------------------------- |
| Gera 24' (11-esből) Cseke 75' | (1 – 0) Jegyzőkönyv | Kovácsréti 60' Camaj 70' Melnik 76' |

| Hidegkuti Nándor Stadion, Budapest (Magyarország) Nézőszám: 1 084 Játékvezető: Antal Péter Asszisztensek: Bornemissza Norbert és Csatári Tibor |

- MTK: Mijatović — Varju, Nagy, Ferreira — Balázs ( 84' Ikenne-King), Cseke ( 84' Biben), Dimitrov ( 9' Schön  65' Prosser),  Mezei, Herrera — Gera , Miovski

• Fel nem használt cserék: Somodi (kapus) Varasdi (kapus), Osei, Barna, Lencse • Vezetőedző: Michael Boris
• Sérülés miatt nem tagja a keretnek: Pintér, Myke, Katona, Baki, Kata, Palincsár
- KISV: Dombó —  Melnik, Rubus, Ene, Hei — Lucas, Simović, Bumba ( 86' Cukalász), Sassá ( 46'Kovácsréti), Navrátil ( 46' Camaj) — Viana ( 81' Horváth)

• Fel nem használt cserék: Mincă (kapus), Zličić, Datković, Kukoč, Karaszjuk • Vezetőedző: Supka Attila
• Sérülés miatt nem tagja a keretnek: Kravcsenko
| MTK | KISV |

A mérkőzés első 10 percében igazán nagy helyzet nem, de súlyos sérülés kialakult, miután Viana taposott rá  Dimitrov lábára, aki így nem tudta folytatni a játékot, Schön jött helyette. Az első diagnózisok szerint komolyabban megsérült az MTK labdarúgója, pedig a belépő a játékvezető szerint lapot sem ért! A 17. percben a Kisvárda egy szöglet után Ene fejesét bravúrral védte Mijatović. 2 perccel később már a másik oldalon volt szükség Dombó képességeire, miután Mezei helyzetbe hozta Miovskit. A 23. percben Simović borította fel Gerát, aki azért rájátszott az esetre, a bíró végül büntetőt ítélt. A labda mögé Gera állt oda, és nem hibázott (1–0). 5 perccel később kontrákból veszélyeztettek a csapatok. Először az MTK szerzett labdát az ellenfél térfelén, Herrera beadásáról azonban mindenki lemaradt. Ebből a Kisvárda indult meg, de Balázs visszaért, és megmentette csapatát. 5 perccel az első félidő vége előtt ismét Herrera adta be, de Balázsnak hosszú volt a labda, így nem tudott a kapuba találni. Pár perccel később Schön ugrott ki, éles szögből nem sokkal lőtt mellé. Újabb lehetőség nem adódott az első félidőben, egygólos hazai előnynél következett a szünet.
A második játékrészt Viana ollózása nyitotta, de kaput nem talált. Nem sokkal később Camaj tekert a jobb felső sarok fölé. Az 59. percben ismét Herrera és Balázs játszott össze, de az utolsó pillanatban a várdaiak blokkolni tudtak. A 60. percben Viana balról ívelt be, Kovácsréti pedig egy szép gólt lőtt kapásból (1–1). A 65. percben Mezei labdát szerzett, majd kiugratta Prossert, de a beadásra senki nem érkezett. A következő 20 percben nem alakult veszélyes lehetőség, majd a 81. percben Mijatović mentett nagyot Bumba helyzeténél. A hosszabbításban eldönthette volna a meccset az MTK, miután Prosser índította Miovskit, de Dombó kivetődött, megmentve csapatát a vereségtől.
Mérkőzés utáni nyilatkozatok:
Sajnos a korai csere megnehezítette a dolgunkat és a variációs lehetőségeinket. Ami Dimitrov sérülését illeti: amit a félidőben láttam, az nem volt túl biztató, nagyon fel volt dagadva a bokája, elsőre súlyosnak tűnik a sérülése, de reméljük a legjobbakat. Nagyon tapasztalt, erős játékosokból álló csapat a Kisvárda, így az volt az elsődleges célunk, hogy megtörjük a középpályás játékukat, már ott megállítsuk őket - ez helyenként sikerült, helyenként nem. Örülök, hogy megszereztük a vezetést, annak nem, hogy nem sikerült megtartani. A Kisvárda egyenlítő gólja előtt nekünk volt egy nagy helyzetünk, ha azt kihasználjuk, alighanem másképp alakult volna a folytatás, illetve a végén Prosser átadása után még Miovski előtt is ott volt a lehetőség arra, hogy megszerezzük a győztes találatot. Nem lehetünk elégedettek a döntetlennel, de nyilván ez a helyzet, vagyis hogy az utolsó két meccsünkön veretlenek maradtunk, némileg elfogadhatóbb, mint amilyenben a Budafok elleni hazai mérkőzés után érezhettük magunkat.
Azt gondolom, eddig nem voltak problémáink a helyzetkihasználással, elég, ha csak arra gondolunk, hogy a Honvéd ellen nyertünk, de győztünk az Újpest és a Mezőkövesd ellen is. A mai mérkőzésen elkapkodtunk egy-két olyan szituációt, amivel eldönthettük volna a dolgokat - például az utolsó pillanatban, amikor a kapust is kicseleztük, középre be kellett volna passzolni, az üres kapuba tudtunk volna gólt rúgni, és megvan a mérkőzés. Ha ezen az úton megyünk tovább, akkor eredményesek tudunk lenni a későbbiekben.
- A MOL Fehérvár mellett az MTK a mezőny legsűrűbben döntetlent játszó csapata, ez volt a kék-fehérek harmadik „iksze”.
- Gera Dániel a negyedik góljánál tart az idényben, csak Tokmac és Simon Krisztián előzi meg a góllövőlistán.
- Michael Boris legénysége pályaválasztóként minden mérkőzésén kapott eddig gólt az OTP Bank Liga 2020–2021-es idényében, és csak a Honvéd ellen tudott nyerni.
- Kovácsréti Márk az első gólját szerezte az idényben, ez a második gólja élvonalbeli pályafutása során.
- A Kisvárda június 24. óta először játszott döntetlent.
- Supka Attila csapata az első forduló óta veretlen idegenben.[17]

| 2020. november 1. 16:00 |

| Újpest FC     | 0 – 4               | MTK Budapest FC                    |
| ------------- | ------------------- | ---------------------------------- |
| Pauljević 44' | (0 – 3) Jegyzőkönyv | Prosser 4' 10' 10' Miovski 18' 93' |

| Szusza Ferenc Stadion, Budapest (Magyarország) Nézőszám: 1 150 Játékvezető: Solymosi Péter Asszisztensek: Vígh-Tarsonyi Gergő és Medovarszki János |

- ÚJP: Németh — Kastrati ( 93' Eckl), Nagy Zsolt ( 69' Varga) Baošić, Pauljević — Fehér ( 87' Szűcs), Hajdi ( 93' Laczik), Mitrović, Stieber Z., Antonov — Tallo ( 87' Büki)

• Fel nem használt cserék: Radosević • Megbízott vezetőedző: Mundi Viktor
• Sérülés és koronavírus miatt nem tagja a keretnek: a klub nem közölt konkrét személyeket, de a játékoskeret és a szakmai stáb nagy része megfertőződött
- MTK: Mijatović — Balázs ( 66' Ikenne-King,) Nagy Zsombor, Ferreira, Schön —Kata, Cseke ( 46' Biben)  Mezei ( 83' Clinton)— Gera  ( 83' Kanta), Miovski, Prosser ( 66' Lencse)

• Fel nem használt cserék: Varasdi (kapus), Somodi (kapus), Palincsár •Vezetőedző: Michael Boris
• Sérülés miatt nem tagja a keretnek: Herrera, Varju, Dimitrov, Baki, Pintér, Myke, Katona, Bíró, Barna
| ÚJP | MTK |

A mérkőzés megrendezése kérdésessé vált, miután az Újpest FC több játékosa és stábtagja megfertőződött a koronavírussal és halasztást kértek, amibe az MTK nem egyezett bele. Az Újpest keretében 6 az első csapat keretéhez tartozó játékos volt, a többiek az NBIII-ban szereplő második csapat vagy az U19-es együttes játékosai. Így történhetett meg, hogy több fiatal játékos élete első felnőtt mérkőzését játszotta. Az MTK-nál több hosszabb-rövidebb időre nélkülözendő futballista van, 4 játékos pedig sérülten vállalta a játékot.
Az MTK már nagyon hamar, a 4. percben megszerezte a vezetést Prosser lévén, aki Miovski beadása után passzolt a kapuba (0–1). Nem sokkal később, a 10. percben Balázs indult a szélen, a beívelés után a labdát ismét Prosser juttatta a kapuba, ezúttal fejjel (0–2). A 18. percben Prosser szintén kivette a részét a gólból, ezúttal előkészítőként: a Ferreiratól kapott labdát Miovskinak passzolta, aki közelről a kapuba lőtt (0–3). Ezután próbálkozott az Újpest, de az MTK játszott fölényben. Először Mezei távoli lövését védte a kapus, majd Prosser szólója után a védelem blokkolt. Prosser később is megrúghatta volna harmadik találatát, de a cselek utáni lövését Németh lábbal védte, pár percre rá Gera lövése akadt el a védőkben.
A második játékrész első lehetősége az Újpest előtt adódott, de Mijatović kapufára ütötte Antonov lövését. Az 51. percben Balázs ugratta ki Gerát, aki egy csel után lőtt, de az újpesti kapus bravúrosan hárított a lábával. Három perccel később Prosser 20 méteres megpattanó lövése Némethnél kötött ki, egy perccel később Schön lövését ütötte ki. A 80. percben  Antonov lövését Ferreira a gólvonalról rúgta ki. A 93. percben Miovski csapott le a labdára a tizenhatos előtt, és egyből előtte, kialakítva a 4-0-ás végeredményt (0–4).
| 2020. november 7. 19:45 |

| MTK Budapest FC                                                                                 | 3 – 1               | MOL Fehérvár FC                                           |
| ----------------------------------------------------------------------------------------------- | ------------------- | --------------------------------------------------------- |
| Cseke 9' (11-esből) Herrera 19' Ferreira 34' Ikenne-King 36' Schön 64' 77' Miovski 66' Nagy 80' | (1 – 0) Jegyzőkönyv | Muszliu 8' Nikolov 25' Fiola 39' Bamgboye 70' Stopira 88' |

| Hidegkuti Nándor Stadion, Budapest (Magyarország) Nézőszám: 1 356 Játékvezető: Bogár Gergő Asszisztensek: Medovarszki János és Horváth Róbert |

- MTK: Mijatović  — Ikenne-King, Nagy, Ferreira, Herrera —  Palincsár ( 62' Biben), Cseke, Mezei ( 79' Kata) — Prosser ( 79' Lencse), Miovski, Schön

• Fel nem használt cserék: Varasdi (kapus), Somodi (kapus), Clinton, Kanta, Pintér • Vezetőedző: Michael Boris
• Sérülés és koronavírus miatt nem tagja a keretnek: Dimitrov, Baki, Myke, Katona (sérülés), Varju (vírusos fertőzés),  Bíró, Barna, Gera (koronavírus-fertőzés)
- FEH: Rockov — Fiola, Muszliu, Stopira, Hangya ( 76' Rus) — Pinto ( 76' Alef), Nikolov ( 56' Petrjak), Nego, Houri, Bamgboye — Nikolics  ( 62' Zivzivadze)

• Fel nem használt cserék: Kovács (kapus), Nyári  • Vezetőedző: Márton Gábor
Sérülés miatt nem tagja a keretnek: Kovácsik,
| MTK | FEH |

Az MTK kezdte jobban a mérkőzést, az első lehetőség is a fővárosiaké volt, de Prosser lövését könnyedén fogta Rockov. A 8. percben egy labdaszerzés után Miovskit buktatta Muszliu a tizenhatoson belül, a megítélt büntetőt Cseke értékesítette (1–0). 3 perccel később egyenlíthetett volna a Fehérvár, de Bamgboye a kapu mellé lőtt. Újabb 3 perccel később már az MTK előtt adódott lehetőség, miután Prosser ment el a szélen, majd Palincsár lövése Miovskihoz pattant, aki közelről jóval a kapu fölé lőtt. A 28. percben Houri fölé lőtte a szabadrúgást. 10 perc múlva egy kontratámadás végén Cseke ugratta ki Herrerát, akinek lövését szögletre mentette Rockov. Ez volt az első félidő utolsó helyzete, így 1–0-s MTK vezetéssel ért véget a játékrész.
A második 45 perc Nego helyzetével indult, amit Mijatović ki tudott védeni, és ebből indult egy kontra, melynek végén Prosser ugyan betalált, de a játékvezető jogosan érvénytelenítette a találatot les miatt. A 64. percben azonban már sikerült érvényes gólt szerezni: Nagy Zsombor labdaszerzés után Mezeihez passzolt, aki továbbadta Schönnek, ő pedig kb. 25 méterről óriási gólt lőtt (2–0). A 65. percben Herrera kapta a labdát a bal oldalon, beadása után közelről Miovski a rövidbe lőtt (3–0).  A 88. percben a Fehérvár szöglete után mindenki lemaradt Stopiráról, aki megszerezte a vendégek szépítő találatát (3–1).
Mérkőzés utáni nyilatkozatok:
Már az első félidőben is megvoltak a lehetőségeink, egy helyzetet tudtunk értékesíteni, de akár több góllal is vezethettünk volna. A második félidőre is a megfelelő hőfokon égve jöttünk ki, agresszívan játszottunk. Az volt a célunk, hogy megbontsuk a Vidi középpályáját, és már a pálya közepén megállítsuk a támadásaikat. Összességében teljesen megérdemelt a győzelmünk, és reális a kétgólos különbség.
Részünkről botrányos teljesítményt nyújtottunk, rendkívül csalódott vagyok a hozzáállásunk miatt, ez egyszerűen elfogadhatatlan. [...] A játékban benne van a vereség, és ki is lehet kapni, csak a hogyan nem mindegy. Mérkőzés előtt semmi jel nem utalt arra, amit most a pályán láttunk. A terv egy agresszív támadófutball volt, de ezt sétálgatva nem lehet kivitelezni. Mindenki úgy játszik, ahogy hagyják, sajnos mi ma este csak asszisztáltunk a pályán. Ez a teljesítmény nem jellemző a csapatra, a mai hozzáállás számomra is egy váratlan dolog, azon kell dolgoznunk, hogy ilyesmi többet ne forduljon elő.
- Az MTK a legutóbbi négy mérkőzésén tíz pontot szerzett, a MOL Fehérvár ezzel szemben csak ötöt.
- A kék-fehérek a második győzelmüket aratták az idényben pályaválasztóként, korábban csak a Honvédot győzték le.
- Cseke Benjámin a negyedik élvonalbeli bajnoki gólját szerezte, de az elsőt győztes mérkőzésen. Schön Szabolcs a második gólját érte el (mindkettőt a mostani szezonban), neki is ez volt győztes bajnokin az első gólja.
- Bojan Miovski az első két OTP Bank Ligás bajnokiján csak csereként állt be, nem szerzett gólt, azóta ellenben öt mérkőzésen öt gól a mérlege. (Még ez ötből is az elsőn csere volt.)
- A MOL Fehérvár először szenvedett vereséget magyar csapattól Márton Gábor irányításával.
- A székesfehérváriak az első fordulóban, Zalaegerszegen kaptak legutóbb három gólt.
- Az MTK több mint négy év után (2016. augusztus 16.) nyert újra pályaválasztóként a Fehérvár ellen.[22]
- Lencse László csereként beállva 200. NBI-es mérkőzését játszotta[23]

| 2020. november 21. 17:00 |

| Mezőkövesd Zsóry FC | 0 – 1               | MTK Budapest FC                                                   |
| ------------------- | ------------------- | ----------------------------------------------------------------- |
| Vutov 33'           | (0 – 1) Jegyzőkönyv | Ikenne-King 21' Herrera 23' Ferreira 81' Mijatović 82' Lencse 93' |

| Városi Stadion, Mezőkövesd (Magyarország) Nézőszám: zártkapus Játékvezető: Erdős József Asszisztensek: Szalai Balázs és Farkas Balázs |

- MEZ: Szappanos — Farkas, Pillár, Szeles, Vadnai — Cseri ( 81' Barczi), Karnyicki ( 63' Jurina), Berecz , Beširović — Nagy Dániel, Vutov ( 63' Martic)

• Fel nem használt cserék: Ryabenko (kapus), Eperjesi, Neszterov, Szerderov, Katanec, Vajda • Vezetőedző: Pintér Attila
- MTK: Mijatović  — Ikenne-King, Nagy Zsombor, Ferreira, Herrera — Cseke, Palincsár ( 89' Biben), Mezei, Dimitrov ( 68' Kata) — Prosser ( 84' Lencse), Miovski,

• Fel nem használt cserék: Varasdi (kapus), Somodi (kapus), Clinton, Kanta, Drljo • Vezetőedző: Michael Boris
• Sérülés, koronavírus vagy eltiltás miatt nem tagja a keretnek: Baki, Myke, Katona, Varju, Bíró, Barna, Gera, Pintér, Schön
| MEZ | MTK |

A mérkőzés előtt a Mezőkövesd menesztette Kuttor Attilát, helyére Pintér Attilát nevezték ki.
Berecz Zsombor próbálkozott kapura lövéssel a mérkőzés elején, de nem sikerült neki. Nem tudott mit kezdeni egymással a két együttes, a gólhoz a Mezőkövesd kapusának segítsége is kellett.A 21. percben Ikenne-Kingnek nagy területet hagytak, így megindult a jobb oldalon, majd beadás lecsúszott, és Szappanos hibája után a labda a rövidben landolt (0–1). A vendég vezetés nem sokat változtatott a mérkőzésen, továbbra is csak küzdöttek a csapatok egymással, más igazán említésre méltó helyzet nem történt, így MTK előnnyel ért véget az első játékrész.
A második félidőben már kockáztatni kellett a hazaiaknak, ha pontot, pontokat akart szerezni, így több lehetőség nyílt az MTK-nak is. A félidőben is a Kövesd bal oldala volt sebezhető. Ezt használta ki Prosser kétszer is, de előbb blokkolták a lövését, másodszor a beadást választotta, de Dimitrov fejese nem talált kaput. Nem sokkal később egy kontra végén Mezei próbálta kiugratni társát, de az utolsó pillanatban a szemfüles hazaiak megakadályozták az újabb vendég ziccert. Az utolsó negyedórában alakította ki első igazi lehetőségét a Mezőkövesd, a labda Pillár elé pattant, de Palincsár menteni tudott. Pár percre rá egy labdakihozatal után Palincsár beadásába beleléptek a védők, Mezei lövése elkerülte a kaput. A 82. percben Nagy Dániel közelről a kapu fölé fejelt. Egy harcos meccs végén az MTK távozhatott a 3 ponttal.
Mérkőzés utáni nyilatkozatok:
A játékosok mindent elkövettek annak érdekében, hogy megszerezzük a három pontot. Nagyon pontatlanok voltak az utolsó passzaink, ha azokat jobban hajtjuk végre, akkor sokkal több lehetőségünk lett volna. Az MTK talán kétszer rúgott kapura, ebből egyszer betalált, s meg is nyerte a mérkőzést. Dolgoznunk kell azon, hogy ne csak helyzeteket alakítsunk ki, hanem gólt is rúgjunk. Nyilván ki kell még elemezni a mérkőzést, de nagyjából úgy történtek a dolgok, ahogy megbeszéltük. Megszereztük a labdákat, amikből tudtunk indulni, de még egyszer mondom, csupán az utolsó passzokba csúszott hiba. Úgy gondolom, amit másfél hét alatt meg lehetett tenni, azt meg is tettük.
Nagyon nehéz volt, hiszen az ellenfélnél edzőcsere történt, és ilyenkor ez általában pozitív hatással van az adott csapatra. Amire számítottunk, az bejött: a Mezőkövesd a pontrúgásokból próbálta kialakítani a helyzeteit, nagyon szervezetten védekezett. Örülök a győzelemnek és a csapatom teljesítményének, nagy harc volt a pályán, ami nyilván nem volt túl szórakoztató a nézőknek, de mi szereztünk újabb három pontot.

### Második kör
| 2020. november 28. 19:30 |

| Ferencvárosi TC                                | 2 – 0               | MTK Budapest FC                |
| ---------------------------------------------- | ------------------- | ------------------------------ |
| Heister 30' Tocmak 40' Blažič 56' Baturina 75' | (1 – 0) Jegyzőkönyv | Varju 20' Kata 42' Miovski 54' |

| Groupama Aréna, Budapest (Magyarország) Nézőszám: zártkapus Játékvezető: Antal Péter Asszisztensek: Garai Péter és Horváth Róbert |

- FTC: Dibusz  — Botka, Frimpong, Blažič ( 86' Kovačević), Heister — Laïdouni, Haratin, Uzuni ( 74' Škvarka), Isael ( 81' Varga), Boli — Tokmac ( 74' Mak)

• Fel nem használt cserék: Szécsi (kapus),Somália, Lovrencsics, Zubkov, Sigér, Vécsei, Dvali • Vezetőedző: Szerhij Rebrov
- MTK: Mijatović — Ikenne-King, Varju, Ferreira, Kata — Biben, Cseke, Dimitrov — Prosser ( 78' Drljo), Miovski, Lencse

• Fel nem használt cserék: Somodi (kapus), Clinton, Kanta, Barna, Gera, Pintér, Vancsa  • Vezetőedző: Michael Boris
• Sérülés vagy eltiltás miatt nem tagja a keretnek: Baki, Myke, Katona, Bíró, Schön, Mezei, Nagy Zs., Palincsár, Herrera, Balázs, Varasdi
| FTC | MTK |

A mérkőzés elején inkább a Ferencváros irányította a játékot, de az első nagy helyzet az MTK-é volt. Miovski kapott ígéretes labdát egy kontratámadás után, azonban Frimpong utolérte. 3 perccel később Biben harciasan szerezte meg a labdát az ellenfél tizenhatosánál, majd Prosser lőtt a rövid sarok mellé. A 14. percben a hazaiak következtek jó helyről szabadrúgással, de Uzuni nem talált kaput. Néhány perccel később Lencse sarkazása után Kata beadását blokkolták a védők. 1 perccel ezután Prosser lőhetett 24 méterről szabadrúgást, Dibusz azonban bravúrral mentett. Ezután eztke átvenni az irányítást a Fradi. A 35. percben Uzuni tört be a tizenhatoson belülre, az alapvonalról beadott labdába Ferreira csúszott bele. A 40. percben először került ziccerbe az FTC, miután Varju rosszul passzolt Ferreirához, aki ráadásul el is csúszott, így Tokmac lecsapott a labdára és a hosszú sarokba gurított (1–0). Egy perccel a hazai gól után Prosser szögelete után Dimitrov lövésébe Laïdouni lépett bele.  
A második játékrész első helyzete a hazaiak előtt adódott: szép összjáték után Isael lövése a kapufán csattant, majd Ferreira fekve kotorta ki a labdát a gólvonalról. Az 53. percben Ikenne-King húzott el a jobb oldalon, szépen tette be a hosszú oldalra Dimitrovhoz, aki a kapu fölé lőtt. 1 perccel később Uzuni lövése csak az oldalhálót találta el. Az 59. percben előbb Prosser szöglete, majd Lencse veszélyes beadása után kellett tisztáznia a ferencvárosi védőknek. Picivel később Boli lövése ment el a kapu mellett. 10 perccel ezután Lencse remekül tekert középre a bal oldalról, de Heisternek sikerült mentenie Miovski elől. Néhány pillanattal később Lencse csapott le Dibusz kirúgására, majd húszról ellőtte, de védett a kapus. A 75. percben megduplázta az előnyét a Fradi: a frissen becserélt Baturina játszott össze Heisterrel, majd a hosszú sarpkba lőtt (2–0).
Mérkőzés utáni nyilatkozatok:
Az első gól döntő jelenségű volt, hiszen minket megnyugtatott, az MTK-nak pedig több rizikót kellett vállalni. A játékosok tisztában vannak vele, hogy mennyire fontosak az NB I-es mérkőzések. Dicséret illet mindenkit a hozzáállásért, annak is örülünk, hogy Roko Baturina megszerezte első gólját
Mikor egy olyan csapathoz érkezünk, amelyik három és fél éve nem kapott ki otthonában, akkor nem sokra számíthatunk, de próbáltuk megmutatni a mi stílusunkat, hogy nem állunk vissza a Ferencváros ellen. Tudtuk, hogy ez kilencven percig nem fog működni, de nagyon elégedett vagyok az összes játékosom teljesítményével. A saját teljesítményünk fölé kell mennünk ahhoz, hogy egy ilyen mérkőzést megnyerjünk. De nagyon elégedett vagyok. A mai napon is helyzeteket alakítottunk ki. Ebbe a rendszerbe kell beilleszteni a fiatalokat. Mindenkinek el kell végeznie a piszkos munkát is, mindennap ezt gyakoroltuk, s ez ma meg is látszott
| 2020. december 6. 15:15 |

| Budapest Honvéd FC                                         | 2 – 2               | MTK Budapest FC                                            |
| ---------------------------------------------------------- | ------------------- | ---------------------------------------------------------- |
| Lovrić 18' Tamás 20' Hidi 27' 84' Mezgrani 48' Bocskay 72' | (2 – 0) Jegyzőkönyv | Miovski 37' 51' Lencse 40' Pintér 77' Cseke 85' (11-esből) |

| Szusza Ferenc Stadion, Budapest (Magyarország) Nézőszám: zártkapus Játékvezető: Iványi Zoltán Asszisztensek: Garai Péter és Szécsényi István |

- HON: Tujvel — Mezgrani, Baráth, Kamber ( 88' Ugrai), Lovrić, Tamás — Bocskay ( 81' Kesztyűs), Gazdag ( 66' Zsótér), Hidi  — Balogh ( 81' Traoré), Eppel ( 88' Kocsis)

• Fel nem használt cserék: Nagy S. (kapus), Dúzs, Crăciun, Aliji, Csörgő, László • Vezetőedző: Bódog Tamás
- MTK: Mijatović — Ikenne-King ( 87' Varju), Pintér, Ferreira, Barna — Kata ( 77' Biben), Cseke, Dimitrov — Prosser, Miovski, Lencse  ( 70' Gera)

• Fel nem használt cserék: Winter (kapus), Velicskó (kapus), Clinton, Schön, Vancsa, Drljo • Vezetőedző: Michael Boris
• Sérülés vagy eltiltás miatt nem tagja a keretnek: Baki, Myke, Katona, Bíró, Schön, Mezei, Nagy Zs., Palincsár, Herrera, Balázs, Varasdi, Somodi, Kanta
| HON | MTK |

Az első nagy helyzet Lencse előtt adódott, de Tujvel védeni tudott. A 15. percig nem adódott lehetőség egyik csapat előtt sem. Az MTK átvette a kezdeményezést, gólt azonban a Honvéd szerzett. A 20. percben Tamás indult meg a bal oldalon és a hosszú sarokba lőtt (1–0). Három perccel később Lencse Pintérnek készített le a labdát a tizenhatoson belül, de a lövés nem talált kaput. A 27. percben megduplázta előnyét a Honvéd: Hidi elé került a labda egy rossz felszabadítás után, aki 22 méterről a jobb felsőbe lőtt (2–0). Az első félidő hátralévő részében mindkét oldalon adódott egy-egy lehetőség: Eppel közelről lőtt kapura, Mijatović azonban bravúrral hárított. A másik oldalon Ikenne-King a jobb szélről lőtt nem sokkal a kapu fölé, így 2–0-s Honvéd vezetéssel zárult az első félidő.
A második játékrészre összekapta magát az MTK és az 51. percben meg is szerezték a szépítő találatot. Lencse passzolta ki a labdát a bal oldalra Barnának, a beadását Miovski fejelte a kapuba (2–1). A 63. percben Ikenne-King nem találta el a kaput 20 méterről. Később a Honvéd jöhetett szabadrúgással, a lövés a kpu mellett ment el. Ezután a vendégek mindent megtettek, hogy kiegyenlítsenek: először Barna beadásánál tisztázott a kispesti védelem, majd Prosser lövését blokkolták, végül Pintér lőtt a kapu mellé. A 80. percben Dimitrov szöglete után Prosser fejese nem sokkal a kapu mellett kötött ki. A 83. percben már összejött a második MTK gól: Ikenne-King szerzett labdát a tizenhatoson belül, de Hidi megrúgta, így büntető következett, amit Cseke értékesített (2–2). A hátralévő percekben már nem alakult ki újabb helyzet, így döntetlennel zárult a mérkőzés.
| 2020. december 13. 17:00 |

| MTK Budapest FC       | 1 – 0               | Diósgyőri VTK                  |
| --------------------- | ------------------- | ------------------------------ |
| Dimitrov 51' Kata 92' | (0 – 0) Jegyzőkönyv | Grozav 17' Max 20' Memolla 65' |

| Hidegkuti Nándor Stadion, Budapest (Magyarország) Nézőszám: zártkapus Játékvezető: Bogár Gergő Asszisztensek: Tóth II. Vencel és Albert István |

- MTK: Mijatović — Ikenne-King Varju, Ferreira, Herrera — Cseke, Kata, Dimitrov ( 75' Schön) — Prosser ( 94' Biben), Miovski, Gera  ( 93' Barna)

• Fel nem használt cserék: Winter (kapus), Velicskó (kapus), Clinton, Drljo • Vezetőedző: Michael Boris (megbízott vezetőedző: Farkas Attila)
• Sérülés vagy eltiltás miatt nem tagja a keretnek: Baki, Myke, Katona, Bíró, Mezei, Nagy Zs., Palincsár, Balázs, Varasdi, Somodi, Kanta, Pintér, Lencse, Vancsa
- DVTK: Antal — Karan, Sestakov, Hegedűs J., Memolla — Rui Pedro ( 88' Iszlai), Márkvárt , Max, Grozav, Hasani ( 73' Korbély) — Ivanovski

• Fel nem használt cserék: Bukrán (kapus), Kalandadze, Makrai, Omarashvili • Vezetőedző: Geri Gergely
Sérülés miatt nem tagja a keretnek: Molnár, Danilović, Dražić, Polgár
| MTK | DVTK |

A mérkőzés elején inkább szögletekből tudtak helyzeteket kialakítani a csapatok. Később Márkvárt ugratta ki Ivanovski lőtt, de Mijatović védeni tudott. A másik oldalon Antal védte Miovski lövését, majd Dimitrov fejelt a kapuba lesről. A 31. percben Dimitrov szöktette Herrerát, akinek beadására Gera érkezett, de a védők blokkoltak. A 35. percben Prosser elől Hegedűs rúgta el a labdát, majd a diósgyőri kapus elkaszálta csapattársát és az MTK játékosét is. Nem sokkal később Grozav szerzett labdát az ellenfél térfelén, de kaput nem talált. A félidő hajrájában Gera közeli próbálkozásába az utolsó pillanatban belevetődtek.
Az 57. percben egy összjáték után Gera lőtt, Antal védett. Miovskit 3 perccel később Prosser ugratta ki, de lövését bravúrral hárította a vendég kapus. A 68. percben ismét az észak-macedón játékos próbálkozott, de Antal azt is kiszedte. A 71. percben Prosser játszott össze Dimitrovval, majd a magyar támadó lőtt a kapu mellé. A 72. percben Prossert sodorták el a tizenhatoson belül, így büntető következett. Ezúttal is Cseke állt a labda mögé, és nem helyzete eléggé a bal alsóhoz, így Antal kivédte, a kipattanót pedig Miovski lőtte a kapusba. A 76. percben egy jobb oldali beadást követően Grozav lőtt mellé. Öt perccel később egy másik DVTK helyzet után Ferreira blokkolt, ezután nem sokkal kontrázott az MTK: Schön a saját térfeléről egyedül vezette rá a kapura labdát, még Antal mellett is elvitte, és az oldalhálót találta el. A 91. percben Gera passzolta Katának a labdát, egy cselel elküldte Márkvártot, majd távoli megpattanó lövése a hosszú sarokban landolt (1–0). A fiatal középpályás első NBI-es gólját szerezte.
Mérkőzés utáni nyilatkozatok:
Egy kellemetlen ellenféllel találkoztunk, mert sokkal szervezettebben játszottak, mint eddig. A DVTK kompakt módon védekezett, és ebből próbáltak gyors kontrákat indítani, mi azonban jól kontrollálta a csapat. Az első félidőben olyan nagy helyzeteket nem tudtunk kialakítani, de végig uraltuk a meccset. A szünetben azt mondtam a srácoknak, higgyék el, meg lehet nyerni ezt a fontos mérkőzést. Örülök, hogy a végén sikerült.Kimaradt egy büntető, kimaradt egy üres kapus helyzete, ami általában be szokott menni. Jobban örültem volna, ha az elején bemegy egy helyzet, és nem kell izgulni. A végén, ha egy góllal is, de megérdemelten nyertünk.
Szomorúak vagyunk, mert a végén veszítettünk egy pontot. Jól küzdöttünk, ám sokszor passzívak voltunk, magunkra húztuk az ellenfelet, ennél magasabban szeretnénk a jövőben védekezni. Idővel jobb lesz, agresszívabb játékot, több futást várok a csapattól. Hiszek benne, hogy a mindennapi munkának meg lesz az eredménye.Ma nekünk is megvoltak a helyzeteink, de ha már így alakult, akkor le kellett volna hátul hozni nullára a mérkőzést. Mindenhol javulnunk kell, elöl, hátul, és az átmenetekben is. Az utolsó 4-5 percben feljebb kellett volna védekezni, ha mi tartjuk az ellenfél kapuja előtt a labdát, akkor nem kapunk gólt. Mindenki akart, ez ma ennyire volt elég.Sokat beszéltem a pálya mellett, korábban is így tettem. Úgy éreztem, szükségük van a játékosoknak az irányításra, majd ha mindent tudnak maguktól, akkor leülök a kispadra. Remélem, eljön az az idő, hogy nem lesz más dolgom, csak tapsolni nekik.
| 2020. december 16. 18:00 |

| Zalaegerszegi TE FC    | 2 – 0               | MTK Budapest FC |
| ---------------------- | ------------------- | --------------- |
| Zimonyi 5' Szánthó 12' | (2 – 0) Jegyzőkönyv |                 |

| ZTE Aréna, Zalaegerszeg (Magyarország) Nézőszám: zártkapus Játékvezető: Solymosi Péter Asszisztensek: Szalai Balázs és Becséri Gergely |

- ZTE: Demjén —  Szépe, Lesjak, Bobál — Szánthó ( 68' Vass P.), Favorov, Sanković, Tajti ( 73' Gergényi), Bedi — Koszta ( 87' Szalai), Zimonyi ( 68' Babati)

• Fel nem használt cserék: Köcse (kapus), Gyurján (kapus), Németh, Semedo, Kovács B., Tanaszin, Papp, Dragóner • Vezetőedző: Boér Gábor
- MTK: Mijatović — Ikenne-King Varju, Ferreira, Herrera ( 79' Clinton) — Cseke, Kata, Dimitrov ( 56' Biben) — Gera  ( 79' Schön), Miovski ( 56' Barna), Prosser ( 89' Drljo)

• Fel nem használt cserék: Winter (kapus), Velicskó (kapus), Mezei • Vezetőedző: Michael Boris (megbízott vezetőedző: Farkas Attila)
• Sérülés miatt nem tagja a keretnek: Baki, Myke, Katona, Bíró, Nagy Zs., Palincsár, Balázs, Varasdi, Somodi, Kanta, Pintér, Lencse, Vancsa
| ZTE | MTK |

Már nagyon hamar, a 4. percben megszerezte a vezetést a ZTE: egy jobb oldali beadás után Varju hibázott és Zimonyihoz pattant a labda, aki bevágta a léc alá (1–0). Nem sokkal később, a 12. percben az első találathoz hasonlóan a jobb oldalról érkezik a labda és Szánthó bepasszolta a kapuba (2–0). Az első veszélyes helyzetét a 22. percben alakította ki az MTK, akkor Prosser lőtt a kapu mellé. Később a beadása után kis híján gól lett, de végül szöglettel végződött az akció. A félidő vége előtt ismét Prosser húzott el a bal oldalon, Dimitrovhoz passzolt, aki mellé lőtt, így hátrányból várhattuk a folytatást.
A második félidő első helyzetét Gera alakította ki, de 20 méterről nem talált kaput. A Zalaegerszeg a 65. percben újra veszélyeztetett, de Mijatović lábbal védte Zimonyi labdáját. 5 perccel később Herrera megszerezte, majd beadta a labdát, de Prosser fejesét Demjén védte. A 82. percben ismét a hazaiak támadtak, melynek végén Bedi lövését sikerült védenie a kapusnak. A 88. percben Prosser újabb helyzetet hagyott ki, ezúttal 15 méterről lőtt mellé.
Mérkőzés utáni nyilatkozatok:
Úgy gondolom, hogy amit elterveztünk az sikerült és nagyon jó első félidőt produkáltunk, számtalan lehetőséggel. Ha nagyobb arányban vezetünk és eldöntjük a mérkőzést az első félidőben, az is igazságos lett volna. Így meg kellett dolgozniuk a srácoknak a második félidőben, de nagyon zártak voltunk, kevés lehetőséget hagytunk az MTK-nak. Le tudtuk zárni azokat a területeket, amit egyébként jól támadtak hétről-hétre és nagyon értékes sikert arattunk. A három pont nekünk rendkívül fontos volt, hogy jól zárjuk hazai pályán ezt az időszakot és pontszámban is lépjünk előre, hisz mögöttünk is olyan csapatok vannak, akik nagyon komoly játékoskerettel rendelkeznek. Még a Fradi meccs előtt mondtam, hogy négy meccsben gondolkozunk, ez továbbra is így van, szeretném, ha folyamatosan frissek lennénk és olyan emberek játszanának, akik bele tudják tenni ezt a komoly munkát. Ha valaki figyelemmel kíséri a mérkőzéseinket, sokszor nagyon magasan próbálunk labdát szerezni, nagyon bátor játékkal, ami rengeteg energiát követel. Épp ezért örülök, hogy jól szálltak be a cseréink.
Gratulálok a Zalaegerszegnek, hogy megnyerte ezt a mérkőzést. Azt kell hogy mondjam, hogy az első félidő és főleg az első 20 perc alapján megérdemelték. Az igazsághoz hozzátartozik, hogy sokkal gyorsabban, sokkal agilisabban mozogtak a középpályásaik, ezzel zavart tudtak kelteni a védekezésünkben. A második félidőben próbáltuk orvosolni a helyzetet, szerkezetet váltottunk, jobban nézett ki a játékunk. Egyedül azt hiányolom, hogy nem lőttünk ebből gólt, mert akkor visszajöhettünk volna a meccsbe. Így azt gondolom, hogy csak gratulálhatunk a Zalaegerszegnek.
| 2020. december 19. 14:45 |

| MTK Budapest FC                                          | 3 – 1               | Paksi FC                                    |
| -------------------------------------------------------- | ------------------- | ------------------------------------------- |
| Miovski 36' Dimitrov 74' Prosser 79' Cseke 87' Schön 90' | (0 – 0) Jegyzőkönyv | Hegedüs 41′ Osváth 51' Ádám 81' Nagy R. 94' |

| Hidegkuti Nándor Stadion, Budapest (Magyarország) Nézőszám: zártkapus Játékvezető: Farkas Ádám Asszisztensek: Szert Balázs és Vígh-Tarsonyi Gergő |

- MTK: Mijatović — Kata, Ferreira, Herrera — Gera , Cseke, Biben, Dimitrov ( 83' Mezei), Schön ( 91' Barna) —  Prosser, Miovski  ( 88' Clinton)

• Fel nem használt cserék: Winter (kapus), Varasdi (kapus), Drljo, Kovács M., Horváth A., Pintér (játékos-másodedző) • Vezetőedző: Michael Boris (megbízott vezetőedző: Farkas Attila)
• Sérülés miatt nem tagja a keretnek: Baki, Myke, Katona, Bíró, Nagy Zs., Palincsár, Balázs, Somodi, Kanta, Lencse, Vancsa, Ikenne-King Varju
- PAKS: Hegedüs — Szabó J., Gévay  ( 75' Nagy R.), Szélpál ( 60' Vas) — Kulcsár ( 46' Osváth), Balogh, Bognár I., Bertus — Haraszti ( 44' Holczer), Ádám, Szakály D. ( 46' Sajbán M.)

• Fel nem használt cserék: Sipos, Papp, Szendrei, Csősz • Vezetőedző: Bognár György
• Egyéb elfoglaltság miatt nem tagja a keretnek: Böde (disznótor)
| MTK | PAKS |

A sok hiányzó ellenére az MTK kezdte jobban a mérkőzést. A 8. percben Dimitrov hozta át a középpályán a labdát, de Prosser kiugratása hosszúra sikerült. A 15. percben ugyanez volt a forgatókönyv, ezúttal egy védő akadályozta meg Prossert. 2 perccel később egy szöglet után Ferreira lőtt közelről kapu fölé. A 23. percben Biben beadása után Miovski fejelte Prosser elé a labdát, aki 8 méterről fölé lőtt. 4 perccel később szabadrúgásból nem talált kaput Prosser. A 38. percben a Paks is veszélyeztetett, Bognár azonban nem talált kaput. Nem sokkal ezután Dimitrov ugratta ki Miovskit, aki fejjel megtolta a labdát Hegedüs mellett és elsodorta a hazai támadót. A kapust azonnal kiállította a játékvezető, és 20 méterről szabadrúgással jött az MTK. Dimitrov állt a labda mögé és a sorfalba lőtt.
A második félidőben visszavett a tíz emberrel játszó Paks, így nehezebben tudta kihasználni fölényét a hazai csapat. A 70. percben Herrera jobb alsóba tartó szabadrúgását Holczer védte. 1 perccel később Herrera beadására Dimitrov érkezett, de jobbal mellé lőtt. Később ismét a csereként beállt kapus volt a főszerepben, miután Prosser beadása után Biben fejesét, majd Miovski lövését szedte le. A 74. percben Schön balról beadta, Dimitrov pedig kapásból a rövidbe lőtte (1–0). 4 perccel később egy kontra után Prosser passzolt Bibenhez, aki közelről nem jól találta el a labdát. A 80. percben Dimitrov ugratta ki Prossert, aki ziccerben ezúttal nem hibázott (2–0). A 85. percben Balogh lövése a kapufán csattant. A 90. percben Schön lőtte be a harmadik találatot (3–0). Az MTK nem bírta ki kapott gól nélkül: a 94. percben Nagy Richárd szépített (3–1).
| 2021. január 23. |

| Budafoki MTE | – | MTK Budapest FC |
| ------------ | - | --------------- |
|              |   |                 |

| Promontor utcai stadion, Budapest (Magyarország) |

| 2021. január 30. |

| MTK Budapest FC | – | Puskás Akadémia FC |
| --------------- | - | ------------------ |
|                 |   |                    |

| Hidegkuti Nándor Stadion, Budapest (Magyarország) |

| 2021. február 3. |

| Kisvárda FC | – | MTK Budapest FC |
| ----------- | - | --------------- |
|             |   |                 |

| Várkerti Stadion, Kisvárda (Magyarország) |

| 2021. február 6. |

| MTK Budapest FC | – | Újpest FC |
| --------------- | - | --------- |
|                 |   |           |

| Hidegkuti Nándor Stadion, Budapest (Magyarország) |

| 2021. február 13. |

| MOL Fehérvár FC | – | MTK Budapest FC |
| --------------- | - | --------------- |
|                 |   |                 |

| MOL Aréna Sóstó, Székesfehérvár (Magyarország) |

| 2021. február 20. |

| MTK Budapest FC | – | Mezőkövesd Zsóry FC |
| --------------- | - | ------------------- |
|                 |   |                     |

| Hidegkuti Nándor Stadion, Budapest (Magyarország) |

### Harmadik kör
| 2021. február 27. |

| MTK Budapest FC | – | Ferencvárosi TC |
| --------------- | - | --------------- |
|                 |   |                 |

| Hidegkuti Nándor Stadion, Budapest (Magyarország) |

| 2021. március 6. |

| Budapest Honvéd FC | – | MTK Budapest FC |
| ------------------ | - | --------------- |
|                    |   |                 |

| ismeretlen (Magyarország) |

A Bozsik Stadion építése miatt a Honvéd ideiglenes hazai pályája az MTK stadionja, a Hidegkuti Nándor Stadion, ezért semleges pályán játsszák majd le a mérkőzést, amely még ismeretlen.
| 2021. március 13. |

| Diósgyőri VTK | – | MTK Budapest FC |
| ------------- | - | --------------- |
|               |   |                 |

| DVTK-stadion, Miskolc (Magyarország) |

| 2021. március 20. |

| MTK Budapest FC | – | Zalaegerszegi TE FC |
| --------------- | - | ------------------- |
|                 |   |                     |

| Hidegkuti Nándor Stadion, Budapest (Magyarország) |

| 2021. április 3. |

| Paksi FC | – | MTK Budapest FC |
| -------- | - | --------------- |
|          |   |                 |

| Fehérvári úti stadion, Paks (Magyarország) |

| 2021. április 10. |

| MTK Budapest FC | – | Budafoki MTE |
| --------------- | - | ------------ |
|                 |   |              |

| Hidegkuti Nándor Stadion, Budapest (Magyarország) |

| 2021. április 17. |

| Puskás Akadémia FC | – | MTK Budapest FC |
| ------------------ | - | --------------- |
|                    |   |                 |

| Pancho Aréna, Felcsút (Magyarország) |

| 2021. április 24. |

| MTK Budapest FC | – | Kisvárda FC |
| --------------- | - | ----------- |
|                 |   |             |

| Hidegkuti Nándor Stadion, Budapest (Magyarország) |

| 2021. május 1. |

| Újpest FC | – | MTK Budapest FC |
| --------- | - | --------------- |
|           |   |                 |

| Szusza Ferenc Stadion, Budapest (Magyarország) |

| 2021. május 8. |

| MTK Budapest FC | – | MOL Fehérvár FC |
| --------------- | - | --------------- |
|                 |   |                 |

| Hidegkuti Nándor Stadion, Budapest (Magyarország) |

| 2021. május 8. |

| Mezőkövesd Zsóry FC | – | MTK Budapest FC |
| ------------------- | - | --------------- |
|                     |   |                 |

| Városi Stadion, Mezőkövesd (Magyarország) |

## Tabella
| Hely. | Csapat          | M  | Gy | D  | V  | G+ | G– | Gk  | P  | Továbbjutás vagy kiesés                  |
| ----- | --------------- | -- | -- | -- | -- | -- | -- | --- | -- | ---------------------------------------- |
| 1.    | Ferencváros (B) | 33 | 23 | 9  | 1  | 69 | 22 | +47 | 78 | Bajnokok Ligája, 1. selejtezőkör         |
| 2.    | Puskás Akadémia | 33 | 18 | 4  | 11 | 52 | 42 | +10 | 58 | Európa Konferencia Liga, 1. selejtezőkör |
| 3.    | Fehérvár        | 33 | 16 | 8  | 9  | 68 | 38 | +30 | 56 | Európa Konferencia Liga, 1. selejtezőkör |
| 4.    | Paks            | 33 | 14 | 8  | 11 | 76 | 64 | +12 | 50 |                                          |
| 5.    | Kisvárda        | 33 | 12 | 10 | 11 | 30 | 36 | −6  | 46 |                                          |
| 6.    | Újpest (C)      | 33 | 12 | 6  | 15 | 46 | 67 | −21 | 42 | Európa Konferencia Liga, 2. selejtezőkör |
| 7.    | MTK Budapest    | 33 | 11 | 9  | 13 | 44 | 49 | −5  | 42 |                                          |
| 8.    | Mezőkövesd      | 33 | 11 | 9  | 13 | 40 | 46 | −6  | 42 |                                          |
| 9.    | Zalaegerszeg    | 33 | 10 | 7  | 16 | 58 | 58 | 0   | 37 |                                          |
| 10.   | Honvéd          | 33 | 9  | 10 | 14 | 46 | 48 | −2  | 37 |                                          |
| 11.   | Diósgyőr (K)    | 33 | 9  | 6  | 18 | 34 | 53 | −19 | 33 | NB II                                    |
| 12.   | Budafok (K)     | 33 | 7  | 6  | 20 | 34 | 74 | −40 | 27 | NB II                                    |

## MOL Magyar Kupa

### 6. forduló (főtábla 1. forduló)
| 2020. szeptember 19. 15:00 |

| 43. sz. Építők SK (BLASZ I.) | 0 – 8               | MTK Budapest FC                                             |
| ---------------------------- | ------------------- | ----------------------------------------------------------- |
| Kires 18'                    | (0 – 4) Jegyzőkönyv | Miovski 1' 60' Lencse 19' 24' Prosser 23' 52' 57' Schön 86' |

| III. kerületi TVE stadion, Budapest (Magyarország) Nézőszám: 800 Játékvezető: Berényi Tamás Asszisztensek: Sinkovicz Dániel és Deme Rajmund |

- Építők: Kires — Hámory ( 62' Mészáros D.), Demeter , Kmetykó, Orosz J. — Borgulya ( 70' Kocsis), Örkényi ( 60' Lozsári), Gerhardt, Gergely — Szabó Zs. — Stampf

• Fel nem használt cserék: Berencsi (kapus), Maczinkó, Fodor, Pintér B. • Vezetőedző: Hevesi Tamás (megbízott vezetőedző: Slehovszki Krisztián)
- MTK: Somodi — Ikenne-King, Varju, Ferreira, Barna — Kata, Mezei ( 46' Kanta), Palincsár — Prosser, Lencse  ( 70' Bíró), Miovski ( 62' Schön)

• Fel nem használt cserék: Mijatović (kapus), Cseke, Gera D., Baki • Vezetőedző: Michael Boris
| Építők | MTK |

Az MTK nagyon hamar, az 1. percben megszerezte a vezetést, miután Miovski tört be a tizenhatoson belülre, átjutott a védőkön, és a jobb alsóba lőtt ballal 10 méterről (0-1). Az Építők első helyzetére a 4. percig kellett várni. Stumpf 18 méterről lőtt középre tartó szabadrúgását könnyedén fogta Somodi. Pár perccel később Lencse átadása után Mezei lőtt. A 17. percben Miovski egy kipattanóra indult, de a kapus elhúzta a lábát, így büntető következett, melyet Lencse értékesített (0-2). Nem sokkal később a 23. percben ismét büntetőhöz jut a vendég csapat, amit ezúttal Prosser lőtt be (0-3). A 24. percben Mezei lőtte be a labdát, amelyre Lencse érkezett és közelről a kapuba passzolt (0-4). A félidő hátralévő részében Prosser előtt adódott egy újabb lehetőség, 16 méterről azonban nem sokkal kapu mellé lőtt. Palincsár is betalálhatott volna, ám 13 méteres, lapos kísérletét az egyik védő blokkolni tudta. A félidő vége előtt nem sokkal Ikenne-King lódult meg a jobb szélen, de lövését szögletre mentette Kires.
A második játékrész első helyzete Lencse előtt adódott, de a lövésből csak szöglet lett. Az 52. percben Barna ugrott ki a tizenhatos bal oldalán, centerezett a hosszún érkező Prossernek (0-5). Az MTK következő találatánál az 57. percben lemásolták előző akciójukat: Barna adta be a labdát, Prosser pedig harmadjára is betalált (0-6). A 60. percben meglőtte 7. gólját is a vendég együttes: Prosser szögletét Miovski fejelte be (0-7). Később Lencse kapásból fölé ment, míg Prosser újabb próbálkozását a kapus tornászta ki. A végeredményt Schön állította be a 86. percben egy bal lábbal félmagasan a hosszú sarokba lőtt labdával (0-8).

### 7. forduló (főtábla 2. forduló)
| 2020. október 28. 12:30 |

| Bátaszék SE (Tolna I.)            | 1 – 7               | MTK Budapest FC                                             |
| --------------------------------- | ------------------- | ----------------------------------------------------------- |
| Acsádi R. 31' Tóth 44' Faller 89′ | (1 – 4) Jegyzőkönyv | Lencse 21' 26' 62' Prosser 36' Nagy 70' Ikenne-King 75' 83' |

| Vicze János Városi Sportpálya, Bátaszék (Magyarország) Nézőszám: 800 Játékvezető: Kubicsek Máté Asszisztensek: Gyürüsi Péter és Bizderi Nikolett |

- Bátaszék: Klézl — Dorbra, Acsádi R., Tóth, Faller, Kertész, Baladin, Dienes ( 72' Mészáros), Aladics ( 76' Kiss), Gábor, Acsádi D. ( 55' Farkas)

• Fel nem használt cserék: Vecsei (kapus), Lerch, Calka • Vezetőedző: Szőcs Lázár
- MTK: Somodi — Varju ( 26' Clinton), Nagy, Ferreira — Balázs, Mezei ( 46' Kanta), Biben, Ikenne-King — Prosser, Lencse, Schön

• Fel nem használt cserék: Mijatović (kapus), Varasdi (kapus), Gera, Miovski • Vezetőedző: Michael Boris
| Bátaszék | MTK |

Az MTK már 17. percben Schön góljával vezethetett volna, de azt a találatot les miatt érvénytelenítették. A 20. percben aztán Lencse révén már érvényes gólt is lőtt a vendégcsapat (0–1). A következő találatra sen kellett sokat várni. A 26. percben Prosser szerezte meg a labdát és ugratta ki Lencsét, aki higgadtan gurított a hosszú sarokba (0–2). A 30. perc után újabb lehetőségek nyíltak az MTK előtt. Prosser lövése elakadt egy védőben, nem sokkal később Lencse beadásáról maradt le mindenki. A 36. percben Prosser a tizenhatos oldalsó vonaláról tekert a hosszúba (0–3). Egy MTK hiba után a 44. percben ziccerben ugrott ki Tóth Tamás, aki megszerezte a bátaszékiek szépítő találatát (1–3).
A 2. félidő első helyzetét Ikenne-King jobboldali beadása volt, de mindenki lemaradt róla. A 63. percben Biben passza után Lencse megszerezte maga harmadik, csapata negyedik gólját (1–4). Három perccel később Kanta szabadrúgása után Nagy Zsombor fejese nem talált kaput. A 70. percben Nagy már nem hibázott (1–5). Ikenne-King révén ismét egy szép gólt láthatott a bátaszéki közönség a 75. percben (1–6). Lencse könnyen megszerezhette volna 4. gólját, de Schön átadása után a kapufán csattant lövése. A hetedik gól egy formás akció után született a 83. percben: Kanta ugratta ki Schönt, aki beadta és Ikenne-King másodszorra is betalált (1–7). Az utolsó percekre megfogyatkozott a Bátaszék, mert Faller utolsó emberként, ziccerben szabálytalanul állította meg az MTK játékosát, gól azonban nem született, így 1–7-es végeredménnyel az MTK jutott a következő körbe.

### 8. forduló (főtábla 3. forduló)
| 2021. |

| Kazincbarcikai SC (NBII) | – | MTK Budapest FC |
| ------------------------ | - | --------------- |
|                          |   |                 |

| Kolorcity Aréna, Kazincbarcika (Magyarország) |

## Góllövőlista
A táblázat a felkészülési mérkőzéseken esett találatokat nem tartalmazza.
| Játékos                    | Összesen | Gólok száma   | Gólok száma     |
| Játékos                    | Összesen | OTP Bank Liga | MOL Magyar Kupa |
| -------------------------- | -------- | ------------- | --------------- |
| Összesen                   | 35 (5)   | 20 (3)        | 15 (2)          |
| Bojan Miovski              | 8        | 6             | 2               |
| Prosser Dániel             | 8 (1)    | 4             | 4 (1)           |
| Lencse László              | 5 (1)    | 0             | 5 (1)           |
| Gera Dániel                | 4 (1)    | 4 (1)         | 0               |
| Schön Szabolcs             | 4        | 3             | 1               |
| George Ikenne-King Patrick | 3        | 1             | 2               |
| Cseke Benjámin             | 2 (2)    | 2 (2)         | 0               |
| Sebastián Herrera          | 1        | 1             | 0               |
| Katona Máté                | 1        | 1             | 0               |
| Kata Mihály                | 1        | 1             | 0               |
| Srđan Dimitrov             | 1        | 1             | 0               |
| Nagy Zsombor               | 1        | 0             | 1               |
| öngól                      | 0        | 0             | 0               |

## Kiírások
Dőlttel a jelenleg még le nem zárult kiírásokat illetve az azokban elért helyezést jelöltük.
| Kiírás          | Statisztikák | Statisztikák | Statisztikák | Statisztikák | Statisztikák | Statisztikák | Statisztikák | Kezdő forduló/ helyezés  | Végső forduló/ helyezés | Mérkőzések dátumai | Mérkőzések dátumai | Mérkőzések dátumai |
| Kiírás          | M            | GY           | D            | V            | LG–KG        | GK           | GÁ           | Kezdő forduló/ helyezés  | Végső forduló/ helyezés | Első               | Utolsó             | Következő          |
| --------------- | ------------ | ------------ | ------------ | ------------ | ------------ | ------------ | ------------ | ------------------------ | ----------------------- | ------------------ | ------------------ | ------------------ |
| OTP Bank Liga   | 16           | 7            | 4            | 5            | 24 – 21      | +3           | 1,50         | 1. forduló – 7. hely     | 33. forduló – .hely     | 2020. 08. 14.      | .                  | 2021. 01. 30.      |
| MOL Magyar Kupa | 2            | 2            | 0            | 0            | 15 – 1       | +14          | 7,50         | 6. forduló (legjobb 128) |                         | 2020. 09. 19.      |                    | 2021.              |
| Összesen        | 18           | 9            | 4            | 5            | 39 – 22      | +17          | 2,17         |                          |                         |                    |                    |                    |

## Összesített statisztika
A felkészülési mérkőzéseket nem vettük figyelembe.
| Lejátszott mérkőzés            | 18 (16 OTP Bank Liga, 2 MOL Magyar Kupa) |
| Győzelem                       | 7 (5 OTP Bank Liga, 2 MOL Magyar Kupa) |
| Döntetlen                      | 4 (4 OTP Bank Liga, 0 MOL Magyar Kupa) |
| Vereség                        | 5 (5 OTP Bank Liga, 0 MOL Magyar Kupa) |
| Szerzett gól                   | 39 (24 OTP Bank Liga, 15 MOL Magyar Kupa) |
| Kapott gól                     | 22 (21 OTP Bank Liga, 1 MOL Magyar Kupa) |
| Gólkülönbség                   | +17 (+3 OTP Bank Liga, +14 MOL Magyar Kupa) |
| Sárga lap                      | 44 (44 OTP Bank Liga, 0 MOL Magyar Kupa) |
| Kiállítás                      | 1 (1 OTP Bank Liga, 0 MOL Magyar Kupa) |
| Legnagyobb arányú győzelem     | 8–0 (az Építők ellen a kupa 6. fordulójában) |
| Legnagyobb arányú vereség      | 0–4 (a Paks ellen a bajnokság 5. fordulójában) |
| Legmagasabb hazai nézőszám     | 4445 (a Ferencváros ellen a bajnokság 1. fordulójában) |
| Legalacsonyabb hazai nézőszám1 | 1084 (a Kisvárda ellen a bajnokság 8. fordulójában) |
| Legmagasabb vendég nézőszám1   | 4353 (a Diósgyőr ellen a bajnokság 3. fordulójában) |
| Legalacsonyabb vendég nézőszám | 957 (a Puskás ellen a bajnokság 7. fordulójában) |
| Góllövőlista                   | 8 gól – Prosser Dániel 8 gól – Bojan Miovski 5 gól – Lencse László 4 gól – Gera Dániel 4 gól – Schön Szabolcs 3 gól – George Ikenne-King Patrick 2 gól – Cseke Benjámin 1 gól – Sebastián Herrera 1 gól – Katona Máté 1 gól – Nagy Zsombor 1 gól – Srđan Dimitrov |
| Pont2                          | 22/45 (49%) |

 megjegyzés
- 1: A zártkapus mérkőzéseket nem számítva.
- 2: OTP Bank Liga kiírásban.

## Nézőszámok
Megjegyzések:
- 2020. november 4-től a 479/2020. (XI.3.) kormányrendelet értelmében csak minden harmadik széken ülhetnek nézők.[34]
- 2020. november 10-től – 30 napig, tehát december 10-ig – kizárólag zárt kapuk mögött rendezhetik meg a mérkőzéseket.[35]
- 2020. december 7-én a kormány bejelentette, hogy 2021. január 11-ig hatályban marad a zártkapus mérkőzésekről szóló rendelkezés.[36]

| Csapat       | FTC      | HON      | DIÓ      | ZTE      | PAKS     | BMTE | PAFC | KISV | ÚJP  | FEH  | MEZ      | Átlag | Összesen |
| ------------ | -------- | -------- | -------- | -------- | -------- | ---- | ---- | ---- | ---- | ---- | -------- | ----- | -------- |
| Első kör     | 4445     | 3199     | 4353     | 2051     | 1398     | 1573 | 957  | 1084 | 1150 | 1356 | zártkapu | 2157  | 21566    |
| Második kör  | zártkapu | zártkapu | zártkapu | zártkapu | zártkapu |      |      |      |      |      |          |       |          |
| Harmadik kör |          |          |          |          |          |      |      |      |      |      |          |       |          |

## Átigazolások

### Érkezők
2020. évi nyári átigazolási időszak,  2021. évi téli átigazolási időszak
| Mezszám | Poszt       | Nemzetiség              | Név                  | Kor | Honnan                   | Szerződés megnevezése   | Átigazolási időszak                 | Szerződés vége   | Átigazolás összege | Forrás |
| ------- | ----------- | ----------------------- | -------------------- | --- | ------------------------ | ----------------------- | ----------------------------------- | ---------------- | ------------------ | ------ |
| 1       | kapus       | montenegrói             | Milan Mijatović      | 33  | Levszki Szófia           | szabadon igazolhatóként | 2020. évi nyári átigazolási időszak | 2022. június 30. | ingyen             | [ 37 ] |
| 4       | hátvéd      | portugál                | Tiago Ferreira       | 27  | CS Universitatea Craiova | szabadon igazolhatóként | 2020. évi nyári átigazolási időszak | 2022. június 30. | ingyen             | [ 38 ] |
| 15      | hátvéd      | magyar                  | Barna Szabolcs       | 24  | Debreceni VSC            | szabadon igazolhatóként | 2020. évi nyári átigazolási időszak | ismeretlen       | ingyen             | [ 39 ] |
| 16      | hátvéd      | kolumbiai észak-macedón | Sebastian Herrera    | 25  | FK Rabotnicski           | szabadon igazolhatóként | 2020. évi nyári átigazolási időszak | 2024. június 30. | ingyen             | [ 40 ] |
| 21      | hátvéd      | magyar                  | Balázs Benjámin      | 30  | Újpest FC                | szabadon igazolhatóként | 2020. évi nyári átigazolási időszak | ismeretlen       | ingyen             | [ 41 ] |
| 30      | csatár      | észak-macedón           | Bojan Miovski        | 21  | Renova Dzepciste         | átigazolás              | 2020. évi nyári átigazolási időszak | 2022. június 30. | ismeretlen         | [ 42 ] |
| -       | középpályás | magyar                  | Horváth Milán Olivér | 20  | PSV Eindhoven            | szabadon igazolhatóként | 2020. évi nyári átigazolási időszak | ismeretlen       | ingyen             | [ 43 ] |
| 23      | középpályás | szerb bolgár            | Srđan Dimitrov       | 28  | FK Indjija               | átigazolás              | 2020. évi nyári átigazolási időszak | ismeretlen       | ismeretlen         | [ 44 ] |
|         | hátvéd      | finn angol              | Nikolai Alho         | 27  | Helsingin JK             | szabadon igazolható     | 2021. évi téli átigazolási időszak  | ismeretlen       | ingyen             | [ 45 ] |

### Kölcsönből visszatérők
| Mezszám | Dátum            | Poszt       | Nemzetiség    | Név                        | Kor | Honnan                |
| ------- | ---------------- | ----------- | ------------- | -------------------------- | --- | --------------------- |
| 18      | 2020. június 30. | kapus       | magyar        | Varasdi Dániel             | 20  | Budaörsi SC           |
| 20      | 2020. június 30. | hátvéd      | nigériai      | George Ikenne-King Patrick | 28  | Budapest Honvéd FC    |
| 90      | 2020. június 30. | csatár      | brazil magyar | Myke Bouard Ramos          | 28  | Al-Ittihad Kalba SC   |
| -       | 2020. június 30. | középpályás | magyar        | Bidzilya Anton             | 20  | Békéscsaba 1912 Előre |
| -       | 2020. június 30. | középpályás | magyar        | Kapronczai Gergely         | 19  | III. Kerületi TVE     |
| -       | 2020. június 30. | középpályás | magyar        | Szerencsi Miklós           | 22  | Monor SE              |
| -       | 2020. július 29. | hátvéd      | ghánai        | Nasiru Banahene            | 20  | FC Honka              |
| -       | 2021. január 3.  | középpályás | magyar        | Lehoczky Roland            | 18  | Szentlőrinc SE        |
| -       | 2021. január 3.  | középpályás | magyar        | Horváth Milán Olivér       | 20  | Szombathelyi Haladás  |

### Távozók
| Mezszám | Dátum              | Poszt       | Nemzetiség | Név             | Kor | Hová                | Átigazolás oka                             | Ár         | Forrás |
| ------- | ------------------ | ----------- | ---------- | --------------- | --- | ------------------- | ------------------------------------------ | ---------- | ------ |
| -       | 2020. július 20.   | hátvéd      | ghánai     | Nasiru Banahene | 20  | FC Honka            | kölcsön után végleg                        | 140 000 €  | [ 46 ] |
| -       | 2020. július 11.   | hátvéd      | magyar     | Fülöp Noel      | 32  | Tiszakécske FC      | lejáró szerződését nem hosszabbították meg | ingyen     | [ 47 ] |
| -       | 2020. július 11.   | hátvéd      | magyar     | Deutsch Bence   | 27  | BFC Siófok          | lejáró szerződését nem hosszabbították meg | ingyen     | [ 47 ] |
| -       | 2020. július 11.   | középpályás | magyar     | Vass Patrik     | 27  | Zalaegerszegi TE FC | lejáró szerződését nem hosszabbították meg | ingyen     | [ 47 ] |
| -       | 2020. július 6.    | középpályás | magyar     | Bognár István   | 29  | Paksi FC            | közös megegyezéssel                        | ingyen     | [ 48 ] |
| -       | 2020. július 16.   | középpályás | magyar     | Szatmári István | 23  | Gyirmót FC Győr     | átigazolás                                 | ismeretlen | [ 49 ] |
| 29      | 2020. december 29. | csatár      | magyar     | Lencse László   | 32  | Gyirmót FC Győr     | átigazolás                                 | ismeretlen | [ 50 ] |

### Kölcsönben lévő játékosok
| Név                | Poszt       | Nemzetiség | Csapat (bajnokság)      |
| ------------------ | ----------- | ---------- | ----------------------- |
| Varga Bence        | kapus       | magyar     | Szeged (NBII)           |
| Bese Balázs        | kapus       | magyar     | Budafoki MTE (NBI)      |
| Zuigéber Ákos      | csatár      | magyar     | Dorog (NBII)            |
| Kovács Máté        | középpályás | magyar     | Dorog (NBII)            |
| Szerencsi Miklós   | középpályás | magyar     | Dorog (NBII)            |
| Kapronczai Gergely | középpályás | magyar     | Szentlőrinc SE (NBII)   |
| Nagy Barnabás      | védő        | magyar     | Szentlőrinc SE (NBII)   |
| Törőcsik Péter     | csatár      | magyar     | Szentlőrinc SE (NBII)   |
| Bidzilya Anton     | középpályás | magyar     | Békéscsaba Előre (NBII) |
| Tóth Zoltán        | csatár      | magyar     | KSE Iváncsa (NBIII)     |
| Babinszky Bence    | csatár      | magyar     | Kozármisleny (NBIII)    |
| Szuhodovszki Soma  | középpályás | magyar     | ETO FC Győr (NBII)      |

## Játékoskeret
- 2021. január 4. szerint:

* a félkövérrel írt játékosok rendelkeznek felnőtt válogatottsággal.
| Mezszám       | Név                        | Nemzetiség              | Kor     | Korábbi csapat           | Érték (€) | Szerződés lejárta |
| Kapusok       | Kapusok                    | Kapusok                 | Kapusok | Kapusok                  | Kapusok   | Kapusok           |
| ------------- | -------------------------- | ----------------------- | ------- | ------------------------ | --------- | ----------------- |
| 1             | Milan Mijatović            | montenegrói             | 37 éves | PFK Levszki Szofija      | 400 000   | 2022.06.30.       |
| 12            | Winter Dániel              | magyar                  | 22 éves | utánpótlásból került fel |           | Nem publikus      |
| 18            | Varasdi Dániel             | magyar                  | 25 éves | Budaörsi SC              | 75 000    | Nem publikus      |
| 25            | Somodi Bence               | magyar                  | 36 éves | Kazincbarcikai SC        | 175 000   | 2021.06.30.       |
| 33            | Velicskó Szabolcs          | magyar                  | 21 éves | utánpótlásból került fel |           | Nem publikus      |
| Védők         |                            |                         |         |                          |           |                   |
| 2             | Varju Benedek              | magyar                  | 23 éves | Győri ETO FC             | 225 000   | 2022.06.30.       |
| 4             | Tiago Ferreira             | portugál                | 31 éves | CS Universitatea Craiova | 400 000   | 2022.06.30.       |
| 5             | Nagy Zsombor               | magyar                  | 26 éves | Dorogi FC                | 300 000   | 2025.06.30.       |
| 15            | Barna Szabolcs             | magyar                  | 28 éves | Debreceni VSC            | 150 000   | Nem publikus      |
| 16            | Sebastian Herrera          | kolumbiai észak-macedón | 30 éves | FK Rabotnicski           | 400 000   | 2024.06.30.       |
| 20            | George Ikenne-King Patrick | nigériai                | 33 éves | Budapest Honvéd FC       | 250 000   | 2021.06.30.       |
| 21            | Balázs Benjámin            | magyar                  | 34 éves | Újpest FC                | 250 000   | Nem publikus      |
| 28            | Pintér Ádám                | magyar                  | 36 éves | SpVgg Greuther Fürth     | 300 000   | 2022.06.30.       |
| 77            | Baki Ákos                  | magyar                  | 30 éves | Zalaegerszegi TE FC      | 200 000   | 2021.06.30.       |
|               | Nikolai Alho               | finn angol              | 32 éves | Helsingin JK             | 400 000   | 2022.06.30        |
|               | Lehoczky Roland            | magyar                  | 22 éves | Szentlőrinc SE           | 50 000    | Nem publikus      |
| Középpályások |                            |                         |         |                          |           |                   |
| 6             | Cseke Benjámin             | magyar                  | 30 éves | Paksi FC                 | 250 000   | Nem publikus      |
| 8             | Mezei Szabolcs             | magyar                  | 24 éves | Békéscsaba 1912 Előre    | 350 000   | 2022.06.30.       |
| 10            | Palincsár Martin           | magyar                  | 26 éves | Monor SE                 | 350 000   | 2024.06.30.       |
| 14            | Kata Mihály                | magyar                  | 22 éves | utánpótlásból került fel | 250 000   | 2022.06.30.       |
| 19            | Kanta József               | magyar                  | 40 éves | utánpótlásból került fel | 50 000    | 2021.06.30.       |
| 22            | Katona Máté                | magyar                  | 27 éves | FC Sopron                | 300 000   | 2022.06.30.       |
| 23            | Srđan Dimitrov             | szerb bolgár            | 32 éves | FK Indjija               | 300 000   | Nem publikus      |
| 27            | Biben Barnabás             | magyar                  | 21 éves | utánpótlásból került fel |           | Nem publikus      |
| 34            | Kovács Mátyás              | magyar                  | 21 éves | utánpótlásból került fel |           | Nem publikus      |
| 35            | Horváth Artúr              | magyar                  | 21 éves | utánpótlásból került fel |           | Nem publikus      |
| Támadók       |                            |                         |         |                          |           |                   |
| 3             | Osei Clinton               | ghánai                  | 22 éves | utánpótlásból került fel |           | 2023.06.30        |
| 7             | Schön Szabolcs             | magyar                  | 24 éves | AFC Ajax                 | 300 000   | 2022.06.30.       |
| 9             | Bíró Bence                 | magyar                  | 26 éves | Vitória SC               | 250 000   | 2021.06.30.       |
| 11            | Gera Dániel                | magyar                  | 29 éves | utánpótlásból került fel | 300 000   | 2021.06.30.       |
| 13            | Vancsa Zalán               | magyar                  | 20 éves | utánpótlásból került fel |           | Nem publikus      |
| 17            | Prosser Dániel             | magyar                  | 30 éves | Diósgyőri VTK            | 250 000   | Nem publikus      |
| 23            | Myke Bouard Ramos          | brazil magyar           | 32 éves | Al-Ittihad Kalba SC      | 300 000   | 2022.06.30.       |
| 26            | Andrija Drljo              | bosnyák horvát          | 22 éves | Dinamo Zagreb            |           | Nem publikus      |
| 30            | Bojan Miovski              | észak-macedón           | 25 éves | Renova Dzepiste          | 250 000   | 2022. 06. 30.     |
|               | Horváth Milán Olivér       | magyar                  | 24 éves | Szombathelyi Haladás     | 100 000   | Nem publikus      |

## Válogatott kerettagok

### Felnőtt válogatott

#### Montenegró
| Játékos         | Ciprus ellen (i) (0–2)               | Luxemburg ellen (i) (0–1)            |
| --------------- | ------------------------------------ | ------------------------------------ |
| Milan Mijatović | kezdőként 90 perc, kapott gól nélkül | kezdőként 90 perc, kapott gól nélkül |

| Játékos         | Lettország ellen (o) (felk.) (1–1) | Azerbajdzsán ellen (o) (NL) (2–0)    | Luxemburg ellen (o) (NL) (1–2)  |
| --------------- | ---------------------------------- | ------------------------------------ | ------------------------------- |
| Milan Mijatović | nem lépett pályára                 | kezdőként 90 perc, kapott gól nélkül | kezdőként 90 perc, 2 kapott gól |

| Játékos         | Kazahsztán ellen (o) (felk.) (0–0) | Azerbajdzsán ellen (i) (NL) (0–0)    | Ciprus ellen (o) (NL) (4–0)          |
| --------------- | ---------------------------------- | ------------------------------------ | ------------------------------------ |
| Milan Mijatović | nem lépett pályára                 | kezdőként 90 perc, kapott gól nélkül | kezdőként 90 perc, kapott gól nélkül |

### Korosztályos válogatottak

#### Magyarország

##### U21
| Játékos          | Szlovénia ellen (o) (3–3)     |
| ---------------- | ----------------------------- |
| Bíró Bence       | kezdőként 90 perc, 3 gól      |
| Mezei Szabolcs   | kezdőként 90 perc             |
| Nagy Zsombor     | kezdőként 90 perc             |
| Palincsár Martin | kezdőként 82 perc, 1 gólpassz |
| Schön Szabolcs   | kezdőként 90 perc, 1 gólpassz |

| Játékos          | Oroszország ellen (o) (2–0)  | DVSC ellen (i) |
| ---------------- | ---------------------------- | -------------- |
| Mezei Szabolcs   | kezdőként 83 perc            | elmaradt       |
| Nagy Zsombor     | kezdőként 90 perc            | elmaradt       |
| Palincsár Martin | csereként 7 perc, 1 gólpassz | elmaradt       |
| Schön Szabolcs   | kezdőként 83 perc            | elmaradt       |

##### U19
- Kata Mihály: Edzőtábor (2020. november 08-11.)[59]

#### Észak-Macedónia

##### U21
| Játékos       | Kazahsztán ellen (i) (1–4) | Izrael ellen (o) (1–1)    |
| ------------- | -------------------------- | ------------------------- |
| Bojan Miovski | csereként beállva 29 perc  | csereként beállva 15 perc |

| Játékos       | Izrael ellen (i) (1–1) | Montenegró ellen (o) (2–1)                        |
| ------------- | ---------------------- | ------------------------------------------------- |
| Bojan Miovski | kezdőként 90 perc      | kezdőként 90 perc, 1 gól (büntetőből), 1 gólpassz |

## Mezek
A 2020/2021-es szezonban újdonság, hogy a sötétkék mez a hazai, míg a fehér az idegenbeli mez lett.
A hazai mezen vízszintes, távolról nem látható, vékony sötétebb kék csíkok találhatóak.
A vendégmez érdekessége, hogy nincs rajta a jellegzetes keresztcsík.
A harmadik számú mez ezúttal függőleges csíkozású sötétszürke-fekete lett.
A klub ebben a szezonban is különleges mezben lép pályára a Ferencváros ellen. Csakúgy mint az MTK legutóbbi NB1-es szezonjában függőleges csíkozású világoskék-fehér mezt fognak viselni a mezőnyjátékosok.
Ebben a szezonban az MTK is csatlakozott a Rózsaszín október mozgalomhoz, amely a mellrák megelőzésének leghatékonyabb módszerére, a szűrővizsgálatok fontosságára hívja fel a figyelmet. Ezért az október 2-ai Budafok elleni hazai mérkőzésen rózsaszín mezben léptek pályára az MTK játékosai.
| Hazai     | Vendég     | Harmadik számú     | Örökrangadó     | Rózsaszín Október Mozgalom        |
| --------- | ---------- | ------------------ | --------------- | --------------------------------- |
| Hazai mez | Vendég mez | Harmadik számú mez | Örökrangadó mez | Mellrák-szűrővizsgálat fontossága |

A kapusok az idényben fekete és piros szerelésben lépnek pályára.
| Kapusmez #1 | Kapusmez #2 |
| ----------- | ----------- |
| Kapusmez #1 | Kapusmez #2 |